# Римо-католицька церква
Лати́нська це́рква (лат. Ecclesia Latina), також Ри́мська католи́цька це́рква (лат. Ecclesia Catholica Romana) або За́хідна це́рква (лат. Ecclesia Occidentalis) — найбільша церква sui iuris Католицької церкви та західного християнства, яка використовує римський обряд. Одна з 24 таких церков, адже інші 23 утворюють східні католицькі церкви, які є частиною східного християнства. Цю церкву, як і всю Католицьку церкву, очолює єпископ Рима, Папа Римський, якого традиційно ще називають патріархом Заходу, зі своїми катедрами в цій ролі в архібазиліці Святого Івана Латеранського в Римі, Італія. Латинська церква веде свою історію з найдавніших днів християнства через своє безпосереднє керівництво під Святим Престолом, яке згідно з католицькою традицією було засновано Петром і Павлом. Використовує у своїй літургії римський обряд, латинську і рідні мови, григоріанський календар, вона є частиною Західного християнства.
Католицька церква вчить, що її єпископи є спадкоємцями апостолів Ісуса, а папа є наступником святого Петра, якому Ісус Христос надав першість. З дванадцяти апостолів Ісуса четверо пов'язані з апостольськими престолами Західної церкви: Петро, який заснував Рим (разом з Павлом) та Сіракузи; Павло, який заснував Рим (разом з Петром) та Мальту; Варнава, який заснував Мілан; та Яків, син Зеведея, який заснував Сантьяго де Компостела. З іншого боку, істотні відмінності між богословськими акцентами, літургійними традиціями, рисами та ідентичністю латинського католицизму можна простежити від батьків-латиноамериканських церков, найголовніше — латинських докторів церкви з II до VII століть, у тому числі ранню Африканську церкву.
Латинська церква була в повному євхаристійному спілкуванні зі Константинопільським, Александрійським, Антіохійським і Єрусалимським патріархати до Великої схизми 1054 році. Проте патріарх Заходу, тобто Папа Римський, мав статус Primus inter pares «перший серед рівних» у Пентархії згідно з давнім тисячолітнім порядком: Рим, Константинополь, Александрія, Антіохія та Єрусалим. Після ісламських завоювань хрестові походи були розпочаті з 1095 по 1291 рік з метою захисту християн та їх маєтків у Святій Землі від переслідувань. Латинський патріархат в Єрусалимі був створений в 1099 році для їх піклування, залишившись донині. Інші латинські єпархії, такі як Архієпархія Карфагена, де розвинулась значна частина тринітарного богослов'я та церковна латина, були розгромлені та перетворені на титульні престоли.
Латинська церква виконувала католицькі місії в Латинській Америці на початку Нового часу, а також в Африці на південь від Сахари та Східній Азії з пізнього Нового часу. Протестантська реформація в XVI столітті призвела до відриву протестантизму, що призвело до орієнтації західного християнства, що включає відгалуження від Латинської церкви, включаючи також менші групи незалежних католицьких конфесій XIX століття.

## Термінологія

### Назва
Частина Католицької церкви на Заході називається Латинська церква, щоб відрізнятись від східних католицьких церков, які також перебувають під папським приматом. В історичному контексті до східно-західного розколу в 1054 р. Латинську церкву іноді називали Західною церквою.
Термін латинський католик відноситься до послідовників латинських літургійних обрядів, серед яких переважає римський обряд. Латинські літургійні обряди протиставляються літургійним обрядам східних католицьких церков.

### «Церква» та «обряд»
Кодекс канонів Східних церков 1990 р. визначає використання в цьому кодексі слів «церква» та «обряд». Відповідно до цих визначень використання в кодексі, який регулює східно-католицькі церкви, Латинська церква є однією з таких груп християнських вірних, об'єднаних ієрархією та визнаних верховною владою Католицької церкви як sui iuris. Латинський обряд — це ціла вотчина цієї окремої конкретної церкви, завдяки якій вона виявляє свою манеру жити за вірою, включаючи власну літургію, свою теологію, свої духовні практики та традиції та своє канонічне право. Людина є членом певної церкви або належить до неї. Людина також успадковує певний вотчину або обряд, або «є» ним. Оскільки обряд має літургійні, богословські, духовні та дисциплінарні елементи, людина також повинна поклонятися, бути катехизованою, молитися і керуватися відповідно до певного обряду.
Конкретні церкви, які успадковують та увічнюють певну вотчину, визначаються метонімією «церква» або «обряд». Відповідно, «обряд» визначався як «поділ християнської церкви з використанням самобутньої літургії», або просто як «християнська церква». У цьому сенсі поняття «обряд» і «церква» трактуються як синоніми, як у глосарії, підготовленому Конференцією католицьких єпископів Сполучених Штатів і переглянутому в 1999 р., де сказано, що кожна «східно-обрядова (східна) церква ... вважається рівним латинському обряду в церкві». Другий Ватиканський собор також заявив, що «розум католицької церкви полягає в тому, щоб кожна окрема Церква або обряд зберігав свої традиції цілими і цілими, а також, що вона повинна адаптувати свій спосіб життя до різних потреб часу і місця» і виступив патріархів та «великих архієпископів, які керують цілою певною церквою чи обрядом». Таким чином, воно використовувало слово «обряд» як «технічне позначення того, що зараз можна назвати певною церквою». «Церква або обряд» також використовується як єдиний заголовок у класифікації творів Бібліотеки Конгресу США.

## Історія
Історично керівництво Латинської церкви (тобто Святого Престолу) розглядалося як один з п'яти патріархатів Пентархії раннього християнства, поряд з патріархатами Константинополя, Александрії, Антіохії та Єрусалиму. Через географічні та культурні міркування останні патріархати перетворились на церкви з чітко вираженими східнохристиянськими традиціями. Більшість східнохристиянських церков розірвали повне спілкування з єпископом Риму та Латинською церквою внаслідок різних богословських та лідерських суперечок у століттях після Халкедонського собору в 451 р. До них, зокрема, належала несторіанська схизма (431–544) (Церква Сходу), халкедонський схизма (451) (Орієнтальне православ'я) та Велика схизма (1054) (Східне православ'я). Протестантська Реформація XVI століття мала аналогічний розкол. До 2005 року Папа мав титул «Патріарх Заходу»; Папа Бенедикт XVI прибрав цей титул з екуменічних цілей, продовжуючи при цьому виконувати безпосередню патріархальну роль над Латинською церквою.
Латинська церква примітна в західному християнстві своєю священною традицією та семи таїнствами. У Католицькій церкві, крім Латинської церкви, яку безпосередньо очолює Папа Римський як латинський патріарх, існує 23 східно-католицьких церков, які керують окремими церквами sui iuris зі своїми ієрархіями. Ці церкви ведуть своє походження від інших чотирьох патріархатів давньої пентархії, але або ніколи в історії не переривали повного спілкування, або не поверталися до нього з Папством в якийсь час. Вони відрізняються один від одного літургійним обрядом (церемонії, облачення, співи, мова), традиціями богослужіння, теологією, канонічним правом і духовенством, але всі підтримують однакову віру, і всі бачать повне спілкування з Папою Римським.

Приблизно 16 мільйонів східних католиків представляють меншість християн у спілкуванні з Папою Римським у порівнянні з понад 1 мільярдом латинських католиків. Крім того, у світі існує близько 220 мільйонів східних православних та 86 мільйонів орієнтальних православних, які не є єдиними з Римом. На відміну від Латинської церкви, Папа не виконує безпосередньої патріархальної ролі над східно-католицькими церквами та їхніми вірними, натомість заохочує їх внутрішні ієрархії, окремі від Латинської церкви, до збереження традицій, які поділяють відповідні східно-християнські церкви у Східному та Орієнтальному православ’ї.

## Організація

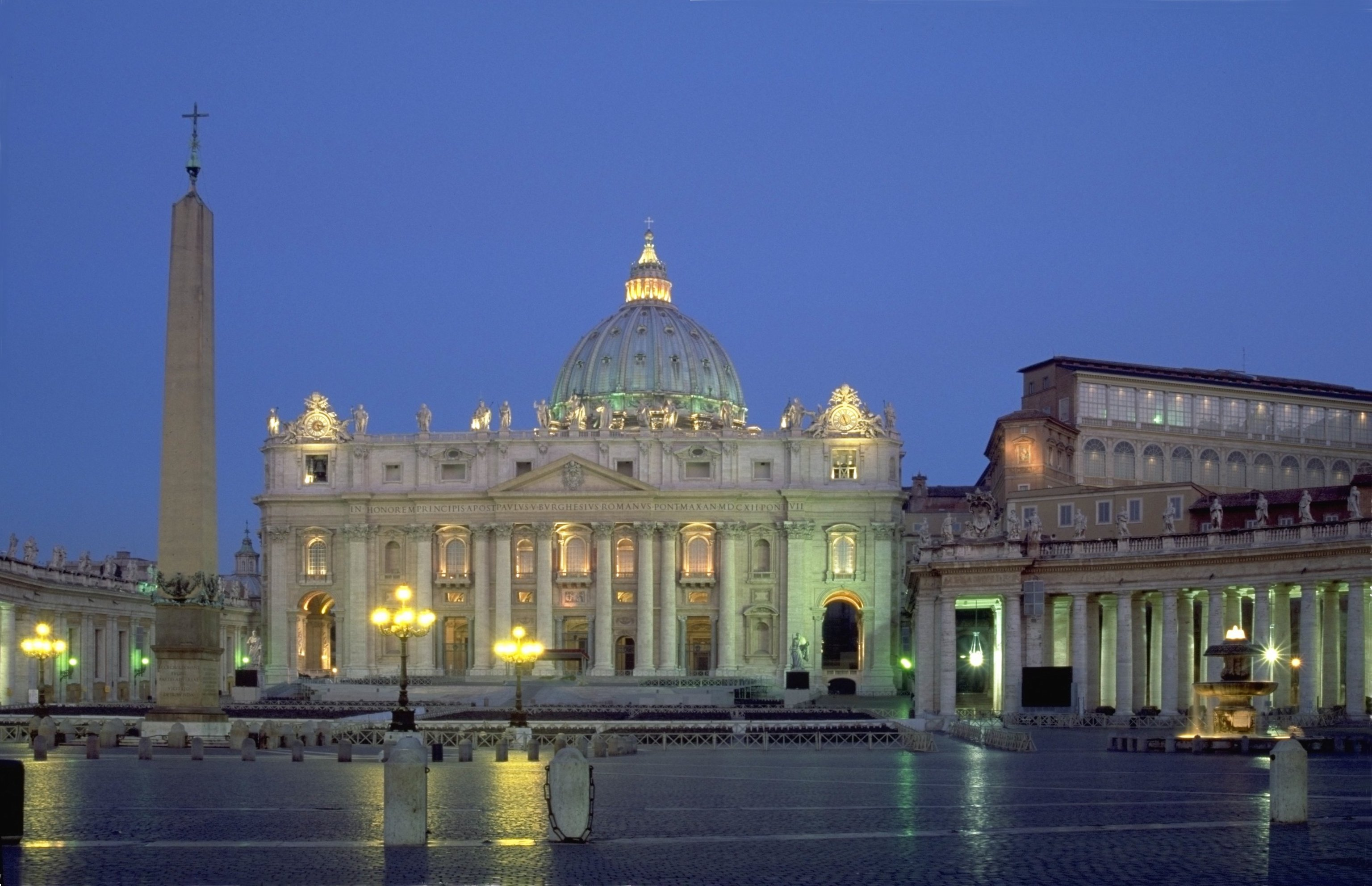
Базиліка св. Петра вранці

### Літургійна вотчина
Кардинал Йозеф Ратцінгер (пізніше Папа Римський Бенедикт XVI) описав латинські літургійні обряди 24 жовтня 1998 року:
Кілька форм латинського обряду існували завжди, і вони були повільно виведені внаслідок об’єднання різних частин Європи. До Собору існували поруч із римським обрядом, амброзіанським обрядом, мозарабським обрядом  Толедо, обрядом Браги , Картузіанський обряд, Кармеліт обряд, і найвідоміший з усіх,  Домініканський обряд, і, можливо, ще інші обряди, про які я не знаю.
Сьогодні найпоширенішими латинськими літургійними обрядами є римський обряд — або меса після Ватикану II, обнародована Папою Павлом VI в 1969 р. І переглянута Папою Іваном Павлом II у 2002 р., або форма Тризубової меси 1962 р; обряд Амброзії; Мозарабський обряд; та варіації римського обряду (наприклад, англіканське використання). У 23 східних католицьких церквах працює п'ять різних сімей літургійних обрядів. Латинські богослужбові обряди, як і вірменські, використовуються лише в окремій церкві sui iuris.

### Дисциплінарна вотчина
Канонічне право для Латинської церкви кодифіковане в Кодексі канонічного права, з яких існували дві кодифікації: перша була оприлюднена Папою Бенедиктом XV у 1917 році, а друга — Папою Іваном Павлом ІІ у 1983 році.
У Латинській церкві нормою для здійснення конфірмації є те, що, за винятком випадків, коли існує загроза смерті, особа, яка повинна бути підтверджена, повинна «мати розум, бути належним чином навчена, належним чином розпоряджена і здатна відновити обітниці хрещення», і «відправлення Пресвятої Євхаристії дітям вимагає достатніх знань і ретельної підготовки, щоб вони розуміли таємницю Христа відповідно до своїх можливостей і мали можливість приймати тіло Христа з вірою та відданістю». У східних церквах ці таїнства зазвичай здійснюються відразу після хрещення, навіть для немовляти.
Безшлюбність, як наслідок обов’язку дотримуватися бездоганності, є обов’язковою для священиків у Латинській церкві. Виняток зроблено для одруженого духовенства з інших церков, які приєднуються до католицької церкви; вони можуть продовжувати бути одруженими священниками. У Латинській церкві одруженого чоловіка не можуть прийняти навіть до дияконату, якщо йому законно не призначено залишитися дияконом і не стати священиком. Шлюб після рукоположення неможливий, і його спроба може спричинити канонічні покарання. Східні католицькі церкви, на відміну від Латинської, мають одружене духовенство.
У даний час єпископи в Латинській церкві, як правило, призначаються Папою Римським, слухаючи поради різних дикастерій Римської курії, зокрема Конгрегації єпископів, Конгрегації євангелізації народів (для країн, які опікуються ними) секція з питань відносин з державами Державного секретаріату (для призначень, на які потрібна згода або попереднє повідомлення цивільних урядів), та Конгрегація Східних Церков (у сферах, на які покладено відповідальність, навіть для призначення латинських єпископів). Згромадження, як правило, працюють із «терни» або списку з трьох імен, розроблених їм місцевою церквою, найчастіше через Апостольського Нунція або Кафедральний собор у тих місцях, де Капітул зберігає право висувати єпископів.

## Богослов'я та філософія

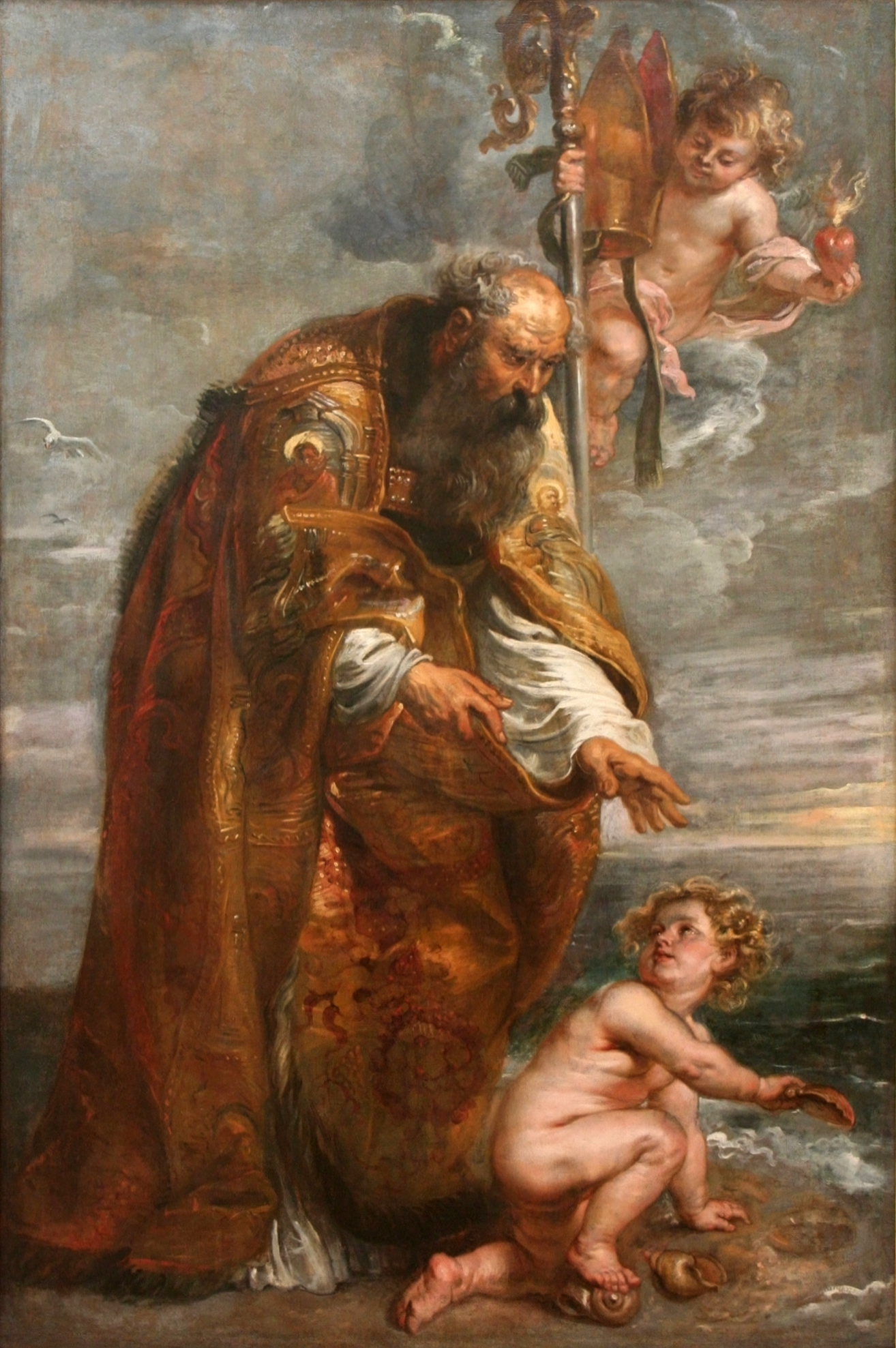
Св. Августина Пітера Пауля Рубенса

### Августинізм
Августин Гіппо — римський африканець, філософ і єпископ католицької церкви. Він допоміг сформувати латинське християнство, і його вважають одним з найважливіших Отців Церкви в Латинській церкві за його роботи в Патристичний період. Серед його творів — «Місто Боже», «De doctrina Christiana» та «Сповіді».
У молодості його тягнуло до маніхейства, а пізніше до неоплатонізму. Після хрещення та навернення в 386 р. Августин виробив власний підхід до філософії та теології, враховуючи різноманітні методи та перспективи. Вважаючи, що благодать Христа була необхідною для свободи людини, він допоміг сформулювати доктрину первородного гріха і зробив важливий внесок у розвиток теорії справедливої війни. Його думки глибоко вплинули на середньовічний світогляд. Сегмент Церкви, який дотримувався концепції Трійці, визначеної Нікейським та Константинопольським Собором, тісно ототожнювався з Августиновим «Про Трійцю»
Коли Західна Римська імперія почала розпадатися, Августин уявляв церкву духовним Містом Божим, відмінним від матеріального Земного Міста. у своїй книзі Про місто Боже проти язичників, яке часто називають Містом Божим, Августин оголосив його послання скоріше духовним, а не політичним. Християнство, стверджував він, має стосуватися містичного, небесного міста Нового Єрусалиму, а не земної політики.
Місто Боже представляє людську історію як конфлікт між тим, що Августин називає Земним Містом (часто розмовно називаним Містом Людини, але ніколи не Августином), і Містом Божим, конфліктом, якому судилося закінчитися перемогою останній. Місто Боже позначене людьми, які відмовляються від земної насолоди присвятити себе вічним Божим істинам, які тепер повністю відкриваються в християнській вірі. Натомість Земне місто складається з людей, які занурились у турботи та задоволення теперішнього світу, що минає.
Для Августина Логос «набув плоті» у Христі, в якому Логос був присутній, як у жодної іншої людини. Він сильно вплинув на ранньосередньовічну християнську філософію.

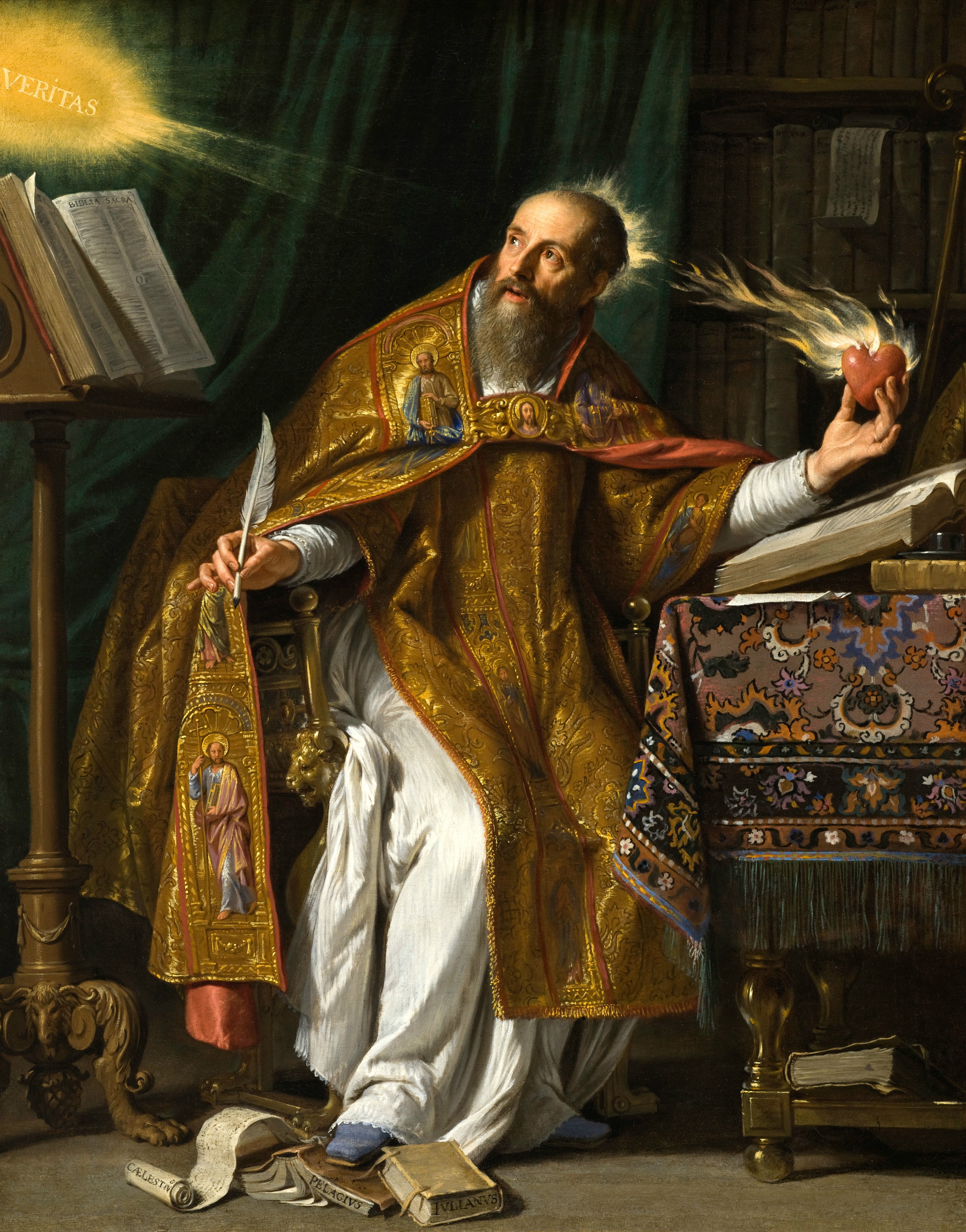
Портрет Августина Філіппа де Шампанья, XVII століття

Як і інші отці Церкви, такі як Афінагор, Тертуліан, Климент Александрійський та Василій Кесарійський, Августин «енергійно засуджував практику штучного аборту», і хоча він не схвалював аборт на будь-якому терміні вагітності, він зробив різницю між ранніми абортами та пізніші. Він визнав різницю між «сформованими» та «несформованими» плодами, згаданими у перекладі Септуагінти Виходу 21: 22–23, що вважається неправильним перекладом слова «шкода» з оригінального тексту на івриті як «форма» на грецькій Септуагінта і базується на аристотелевському розмежуванні «між плодом до і після його передбачуваної" оживлення "», і не класифікував як вбивство аборт «несформованого» плода, оскільки вважав, що не можна з упевненістю стверджувати, що плід вже отримав душу.
Августин також використовував термін «католик», щоб відрізнити «справжню» церкву від єретичних груп:
У Католицькій церкві є багато інших речей, які найсправедливіше тримають мене на лоні. Згода людей і націй тримає мене в церкві; так само і її влада, відкрита чудесами, живлена надією, розширена любов'ю, встановлена віком. Наступництво священиків утримує мене, починаючи з самого місця апостола Петра, якому Господь після Свого воскресіння дав йому розпорядження пасти Своїх овець (Ін. 21: 15–19), аж до теперішнього єпископату.
І, нарешті, саме ім'я католика, яке недарма серед такої кількості єресей зберегла церква; так що, хоча всі єретики хочуть називатися католиками, але коли незнайомець запитує, де зустрічається Католицька церква, жоден єретик не наважиться вказати на власну каплицю чи будинок.
Тоді такими за кількістю та значенням є цінні зв'язки, що належать до християнського імені, що утримують віруючого в Католицькій церкві, як це правильно їм слід. ... У вас немає жодної з цих речей, яка б мене приваблювала чи утримувала. ... Ніхто не повинен перевести мене від віри, яка пов'язує мій розум стільки зв'язок і таких міцних з християнською релігією. ... Зі свого боку, я не повинен вірити євангелії, за винятком випадків, коли це стимулює авторитет Католицької церкви.
— Св. Августин (354–430): Проти Маніхеєвого послання, яке називається Фундаментальним, глава 4: Докази католицької віри.
Святий Августин Гіппо з Джерардом Сегерсом (приписується)

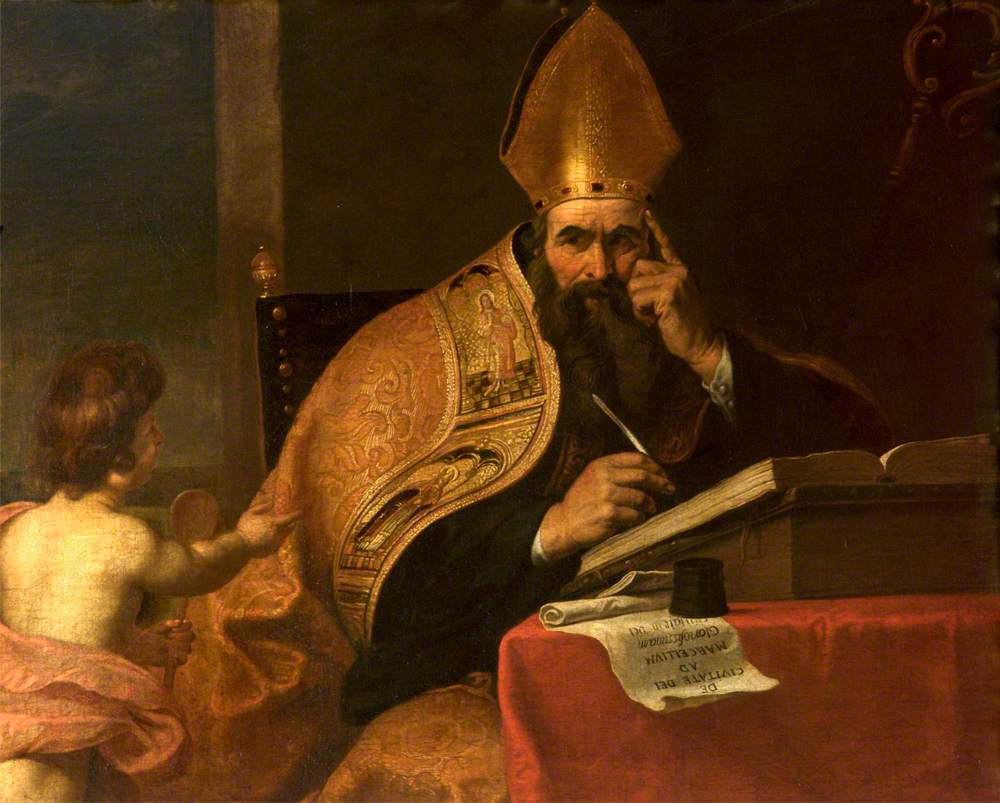
Святий Августин Гіппо з Джерардом Сегерсом

Як у своїх філософських, так і в богословських міркуваннях, Августин зазнав значного впливу стоїцизму, платонізму та неоплатонізму, зокрема, праці Плотіна, автора «Еннеадів», ймовірно, за посередництвом Порфирія та Вікторина (як стверджував П'єр Хадо). Хоча пізніше він відмовився від неоплатонізму, деякі ідеї все ще видно в його ранніх працях. Його ранні та впливові праці про людську волю, центральна тема етики, стануть предметом уваги для наступних філософів, таких як Шопенгауер, К'єркегор та Ніцше. На нього також вплинули праці Вергілія (відомого вченням про мову) та Цицерона (відомого вченням про аргументи).
На Сході його вчення є більш суперечливим, і на них особливо напав Джон Романід. Але інші теологи та діячі Східної православної церкви продемонстрували значне схвалення його праць, головним чином Жорж Флоровський. Найбільш суперечливе вчення, пов'язане з ним, filioque, було відкинуто православною церквою як єретичне. Інші спірні вчення включають його погляди на первородний гріх, вчення про благодать та призначення. Тим не менше, хоча в деяких моментах його вважають помилковим, він все ще вважається святим і навіть мав вплив на деяких отців Східної Церкви, зокрема грецького богослова Григорія Паламу. У православній церкві його свято відзначається 15 червня. Історик Діармейд МакКаллок писала: «Вплив [Августина] на західнохристиянську думку навряд чи можна перебільшити; лише його улюблений приклад Павло з Тарса мав більший вплив, і західники зазвичай бачили Павла очима Августина».
У своїй автобіографічній книзі «Віхи» папа Бенедикт XVI стверджує, що Августин є одним з тих, хто найбільше вплинув на нього.

### Схоластика

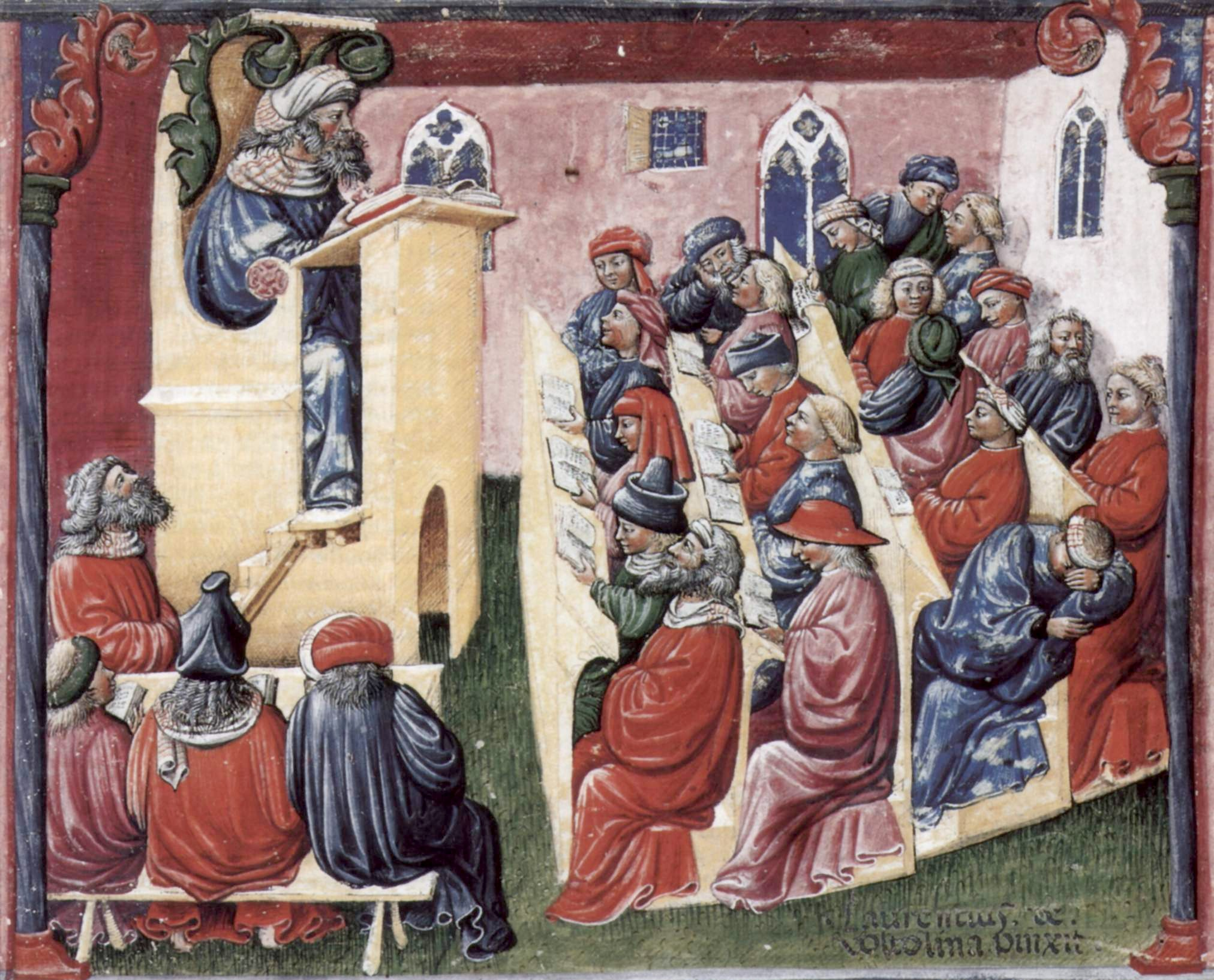
Зображення університетської лекції XIV століття

Схоластика — це метод критичної думки, який домінував у навчанні науковців («схоластів», або «школярів») середньовічних університетів Європи приблизно з 1100 по 1700 рр. XIII і на початку XIV століття зазвичай розглядаються як високий період схоластики. На початку XIII століття стало кульмінацією відновлення грецької філософії. Школи перекладу виросли в Італії та Сицилії, а зрештою і в решті Європи. Потужні нормандські королі збирали людей знань з Італії та інших районів на свої суди на знак свого престижу. Переклади і видання грецьких філософських текстів Вільяма з Морбеке в середині половини ХІІІ століття допомогли скласти більш чітку картину грецької філософії, зокрема Арістотеля, ніж арабські версії, на які вони спирались раніше. Едвард Грант пише: «Не тільки структура арабської мови кардинально відрізнялася від латинської, але деякі арабські версії були отримані з попередніх сирійських перекладів і, таким чином, двічі були вилучені з оригінального грецького тексту. такі арабські тексти можуть спричинити замучені читання. Навпаки, структурна близькість латини до грецької дозволила буквальні, але зрозумілі переклади від слова до слова».
У цей період у великих містах Європи розвивались університети, і суперницькі клерикальні порядки в церкві почали битися за політичний та інтелектуальний контроль над цими центрами освітнього життя. Двома основними орденами, заснованими в цей період, були францисканці та домініканці. Францисканців заснував Франциск Ассизький у 1209 р. Їх лідером у середині століття був Бонавентура, традиціоналіст, який захищав теологію Августина та філософію Платона, включаючи лише трохи Арістотеля з більш неоплатоністськими елементами. Слідом за Ансельмом Бонавентура вважав, що розум може відкрити істину лише тоді, коли філософія осяяна релігійною вірою. Іншими важливими францисканськими схоластами були Дунс Скот, Пітер Оріол та Вільгельм Окхем.

#### Томізм

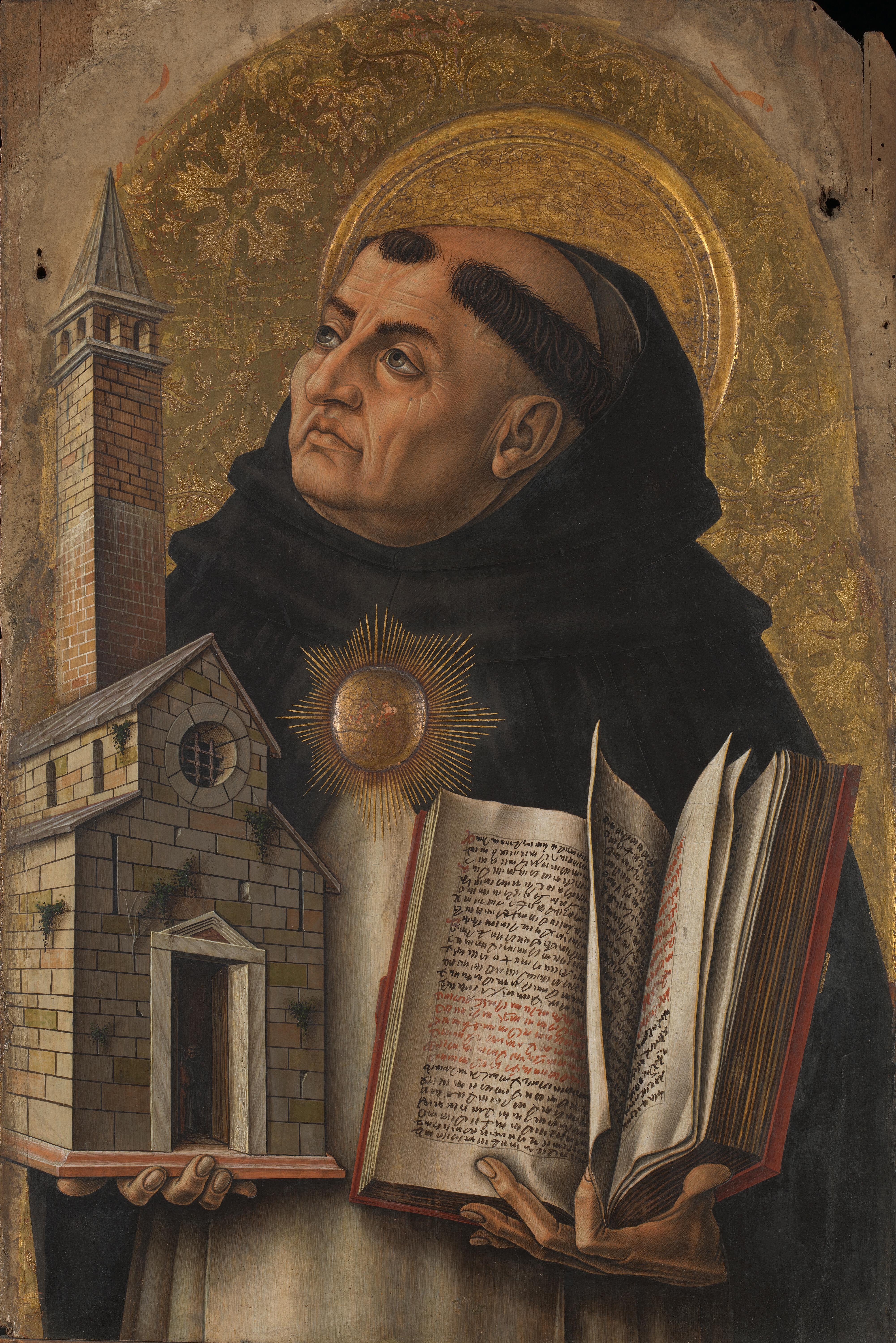
Протягом XIII століття святий Тома Аквінський прагнув примирити аристотелівську філософію з августинським богослов'ям, використовуючи як розум, так і віру в вивченні метафізики, моральної філософії та релігії. Хоча Аквінський прийняв існування Бога за вірою, він запропонував п'ять доказів існування Бога на підтримку такої віри.

Святий Тома Аквінський, італійський домініканський брат, філософ і священик, мав величезний вплив на традиції схоластики, в рамках яких він також відомий як Доктор Ангелік і Доктор Комуніс.
Аквінський підкреслював, що «Синдереза, як кажуть, є законом нашого розуму, оскільки це звичка, що містить приписи природного закону, які є першими принципами людських дій».
За словами Аквінського, «...всі акти доброчесності передбачені природним законом, оскільки розум кожного природно диктує йому діяти доброчесно. Але якщо говорити про доброчесні вчинки, що розглядаються самі по собі, тобто в їх власних видах, не всі доброчесні дії передбачені природним законом, оскільки багато речей робляться доброчесно, до чого природа спочатку не схиляється, але які, досліджуючи розум, були визнані людьми сприятливими для доброго життя». Отже, ми повинні визначити, чи ми говоримо про доброчесні дії як про аспект доброчесних чи як про вчинки в їхніх видах.

Тома визначив чотири основні чесноти як розсудливість, поміркованість, справедливість і стійкість. Кардинальні чесноти є природними і розкритимися в природі, і вони є обовязковими для кожного. Однак є три богословські чесноти: віра, надія та милосердя. Тома також описує чесноти як недосконалі (неповні) та досконалі (повні) чесноти. Досконала чеснота — це будь-яка доброчесність, що завершує кардинальну чесноту. Нехристиянин може проявляти мужність, але це була б мужність із поміркованістю. Християнин виявляв мужність з милосердям. Вони є дещо надприродними і відрізняються від інших чеснот за своїм об’єктом, а саме від Бога:
Тепер об’єктом богословських чеснот є Сам Бог, Який є останнім кінцем усіх, оскільки перевершує знання нашого розуму. З іншого боку, об’єктом інтелектуальних і моральних чеснот є щось зрозуміле людському розуму. Тому теологічні чесноти особливо відрізняються від моральних та інтелектуальних чеснот.
Тома Аквінський писав: «[Жадібність] — це гріх проти Бога, як і всі смертні гріхи, оскільки людина засуджує вічне заради тимчасових речей».

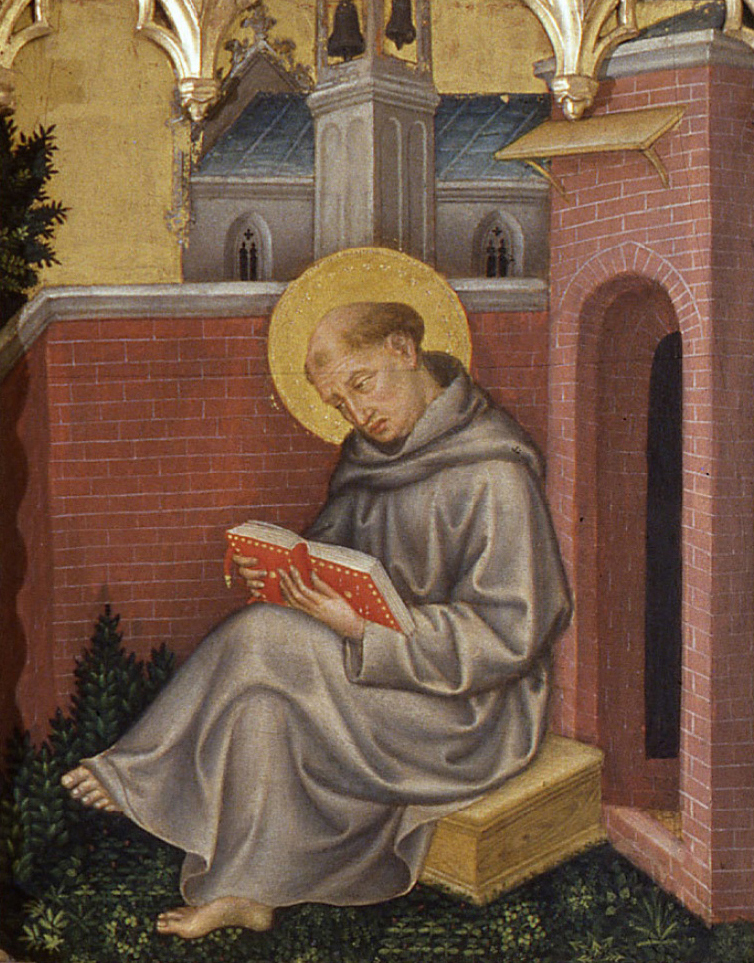
Деталь із Поліптиха Валле Роміта Джентіле да Фабріано (близько 1400), на якому зображений Тома Аквінський

Аквінський також сприяв економічній думці як аспект етики та справедливості. Він мав справу з поняттям справедливої ціни, як правило, її ринкової ціни або регульованої ціни, достатньої для покриття виробничих витрат на виробництво. Він стверджував, що аморально для продавців підвищувати ціни просто тому, що покупці гостро потребують товару.
Пізніше Аквінський розширив свої аргументи, щоб протистояти будь-яким несправедливим заробіткам, отриманим в торгівлі, спираючись на аргумент Золоте правило. Християнин повинен «робити з іншими так, як ви хотіли б, щоб вони робили з вами», тобто він повинен обмінювати вартість за цінність. Аквінський вважав, що підвищувати ціни було особливо аморально, оскільки певний покупець гостро потребував того, що продається, і його могли переконати заплатити вищу ціну через місцеві умови:
Якщо комусь значною мірою допоможе щось, що належить комусь іншому, а продавцю не завдано такої ж шкоди, втративши його, продавець не повинен продавати за вищу ціну: оскільки корисність, яка надходить до покупця, походить не від продавця, а умова покупця: ніхто не повинен продавати щось, що йому не належить.
— Сума теології, 2-2, q. 77, art. 1
Тому Аквінський засуджував би такі практики, як підвищення цін на будівельні матеріали внаслідок стихійного лиха. Збільшення попиту, спричинене руйнуванням існуючих будівель, не збільшує витрат продавця, тому скористатися підвищеною готовністю покупців платити було на думку Аквінського різновидом шахрайства.

##### П'ять шляхів
Тома вважав, що існування Бога само собою зрозуміло, але не для нас. «Тому я кажу, що це твердження „Бог існує“ саме по собі є самоочевидним, оскільки присудок такий самий, як і суб'єкт... Тепер, оскільки ми не знаємо сутності Бога, пропозиція не є зрозумілою само собою нам, але це потрібно продемонструвати завдяки речам, які є нам більш відомими, хоча і менш відомими за своєю природою, а саме за ефектами».

Тома вірив, що існування Бога можна продемонструвати. Коротко в Summa theologiae і ширше в Summa contra Gentiles, він дуже детально розглянув п'ять аргументів існування Бога, широко відомих як quinque viae (П'ять шляхів).
1. Рух: Деякі речі, безсумнівно, рухаються, хоча не можуть викликати їх власного руху. Оскільки, як вважав Томас, не може існувати нескінченний ланцюг причин руху, повинен бути Перший Рушій, який не рухається нічим іншим, і це те, що всі розуміють під Богом.
2. Причинність: Як і у випадку руху, ніщо не може спричинити себе, і нескінченний ланцюжок причинно-наслідкових зв'язків неможливий, тому повинна бути Першопричина, що називається Богом.
3. Існування необхідного та непотрібного: наш досвід включає речі, безумовно, існуючі, але, мабуть, непотрібні. Не все може бути непотрібним, бо тоді колись нічого не було і все ще не було б нічого. Тому ми змушені припускати щось, що існує, обов’язково, маючи цю необхідність лише від себе; насправді сама причина існування інших речей.
4. Градація: якщо ми можемо помітити градацію речей у тому сенсі, що деякі речі є більш гарячими, хорошими тощо, повинен бути суперлатив, який є найправдивішим і найблагороднішим, і таким чином найбільш повно існуючим. Це тоді ми називаємо Богом.
5. Впорядковані тенденції природи: Спрямованість дій до кінця помічається у всіх органах, дотримуючись природних законів. Все, що не обізнане, прагне до мети під керівництвом того, хто обізнаний. Це ми називаємо Богом.

Щодо природи Бога, Тома відчував, що найкращим підходом, який зазвичай називають via negativa, є розглянути те, чим Бог не є. Це змусило його запропонувати п'ять тверджень про божественні якості:
1. Бог простий, без складу частин, таких як тіло і душа, або матерії та форми.
2. Бог досконалий, йому нічого не бракує. Тобто Бог відрізняється від інших істот завдяки повній Божій дійсності. Тома визначив Бога як Ipse Actus Essendi, який існує, існуючи.
3. Бог нескінченний. Тобто Бог не є обмеженим у тому, що створені істоти обмежуються фізично, інтелектуально та емоційно. Цю нескінченність слід відрізняти від нескінченності розміру та нескінченності числа.
4. Бог незмінний, нездатний до змін на рівні Божої сутності та характеру.
5. Бог єдиний, без диверсифікації всередині Бога. Єдність Бога така, що суть Бога така ж, як і існування Бога. За словами Томи, «саме по собі твердження» Бог існує «обов'язково відповідає дійсності, оскільки в ньому суб'єкт і присудок однакові».

##### Вплив
Аквінський відсунув схоластику від неоплатонізму до Арістотеля. Наступна школа думок завдяки своєму впливу на латинське християнство та етику католицької школи є однією з найвпливовіших філософій усіх часів, також значною через кількість людей, які живуть за її вченням.
Другий Ватиканський Собор описав систему Аквінського як "багаторічну філософію".

#### Actus purus
Actus purus — абсолютна досконалість Бога. Відповідно до схоластики, створені істоти мають потенціал — це не актуальність, недосконалість, а також досконалість. Тільки Бог одночасно є тим, чим Він може бути, нескінченно реальним і нескінченно досконалим: «Я такий, який я є» (Вихід 3:14). Його атрибути або Його дії насправді ідентичні Його сутності, і Його суть вимагає Його існування.

##### Відсутність розрізнення сутності-енергій
Пізніше східно-православний подвижник і архієпископ Салоніки (святий) Григорій Палама виступив на захист духовності ісихастів, нествореного характеру світла Преображення та розрізнення сутності Бога та енергій. Його вчення розгорнулося протягом трьох основних суперечок: (1) з італо-грецьким Варлаамом між 1336 і 1341, (2) з монахом Григорієм Акіндіносом між 1341 і 1347, і (3) з філософом Грегорасом, з 1348 до 1355. Його богословські внески іноді називають паламізмом, а його послідовників — паламітами.
Історично латинське християнство схилялося відкидати паламізм, особливо розрізнення сутності та енергій, іноді характеризуючи його як єретичне введення неприйнятного поділу в Трійці та наводить на думку про політеїзм. Крім того, пов'язана з цим практика ісихазму, що використовується для досягнення теозису, характеризувалася як «магія». Зовсім недавно деякі латинсько католицькі мислителі позитивно сприйняли вчення Палами, включаючи розрізнення сутності-енергій, аргументуючи це тим, що воно не є непереборним богословським поділом між католицизмом та східним православ'ям, і його свято як святого відзначається деякі візантійські католицькі церкви у спілкуванні з Римом.
Заперечення паламізму Заходом та тими, хто на Сході підтримував союз із Заходом ("латинофрони"), фактично сприяло його прийняттю на Сході, за словами Мартіна Джугі, який додає: "Дуже скоро латинізм та антипаламізм, у свідомості багатьох, сприймається як одне і те ж ".

### Filioque
Filioque — це латинський термін, доданий до оригінального Нікейського символу віри, і який був предметом великих суперечок між східним та західним християнством. Цього немає в оригінальному тексті Символу віри, віднесеному до Першого Константинопольського собору (381 р.), Другого Вселенського собору, де сказано, що Святий Дух походить «від Отця», без будь-яких доповнень, таких як «і Син" або "один".
Фраза Filioque вперше з'являється як антиаріанська інтерполяція в Символі віри на Третьому соборі в Толедо (589), на якому вестготська Іспанія відмовилася від аріанства, прийнявши католицьке християнство. Додаток було підтверджено наступними місцевими радами в Толедо і незабаром поширилося на Захід, не тільки в Іспанії, але і в королівстві франків, яке прийняло християнську віру в 496 році, та в Англії, де Рада Хетфілда у 680 р. як відповідь на монотелітизм. Однак у Римі його не прийняли.
Наприкінці 6-го століття деякі латинські церкви додали слова «і від Сина» (лат. Filioque) до опису процесії Святого Духа, що, на думку багатьох східних православних християн на пізнішому етапі, є порушенням Канону VII Ефеського собору, оскільки ці слова не були включені в текст ні Першим Нікейським собором, ні Константинопольським. Це було включено в літургійну практику Риму в 1014 р., але східне християнство відкинуло це.
Включення цього терміну «Filioque», а також спосіб його перекладу та розуміння може мати важливе значення для розуміння вчення про Трійцю, яке є центральним для більшості християнських церков. Для деяких цей термін передбачає серйозне недооцінювання ролі Бога-Отця в Трійці; для інших заперечення того, що воно виражає, означає серйозне недооцінювання ролі Бога-Сина в Трійці.
Фраза Filioque була включена в Символ віри протягом усього латинського обряду, за винятком випадків, коли грецька мова використовується в літургії.

### Чистилище

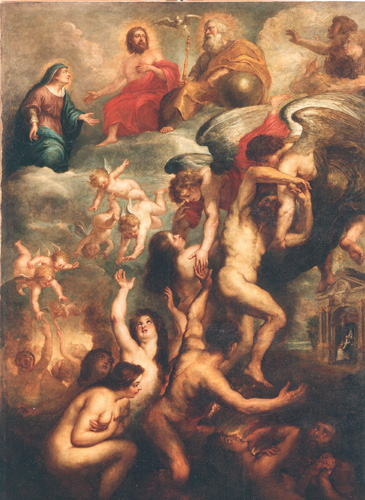
Враження чистилища Пітера Пауля Рубенса

Мабуть, найбільш своєрідною доктриною латинського християнства є чистилище, про яке латинське християнство вважає, що «всі, хто помирає в Божій благодаті та дружбі, але все ще недосконало очищені», проходять процес очищення, який Церква називає чистилищем, «щоб досягти святості, необхідної щоб увійти в радість неба». Він сформулював це вчення, посилаючись на біблійні вірші, які говорять про очищення вогню (1 Коринтян 3:15 і 1 Петра 1: 7), і на згадування Ісусом про прощення в майбутньому віці (Матвій 12:32). Своє вчення також базує на практиці молитви за померлих, яка використовується в Церкві з тих пір, як Церква почала існувати, і яка згадується ще раніше у 2 Мак 12:46.
Ідея чистилища сягає корінням, що сягає глибокої давнини. Своєрідний проточистилище, яке називається «небесний Аїд», з'являється в працях Платона і Геракліда Понтійського та багатьох інших язичницьких письменників. Ця концепція відрізняється від Аїду підземного світу, описаного в працях Гомера і Гесіода. На відміну від них, небесний Аїд розумівся як посередницьке місце, де душі проводили невизначений час після смерті, перш ніж перейти на вищий рівень існування або перевтілитися назад на землю. Точне місце його розташування різнилось від автора до автора. Гераклід Понтський думав, що це в Чумацькому Шляху; академіки, стоїки, Цицерон, Вергілій, Плутарх, герметичні писання розташовували його між Місяцем і Землею або навколо Місяця; тоді як Нуменій та латинські неоплатоніки вважали, що він розташований між сферою нерухомих зірок та Землею.
Можливо, під впливом елліністичної думки проміжна держава увійшла в єврейську релігійну думку в останні століття до Христа. У Маккавеях ми знаходимо практику молитви за померлих з метою очищення їх після життя, яку прийняли деякі християни. Така сама практика зустрічається в інших традиціях, таких як середньовічна китайська буддистська практика робити жертви від імені померлих, які, як кажуть, зазнають численних випробувань. Серед інших причин західно-католицьке вчення про чистилище ґрунтується на дохристиянській (юдаїстській) практиці молитов за померлих.

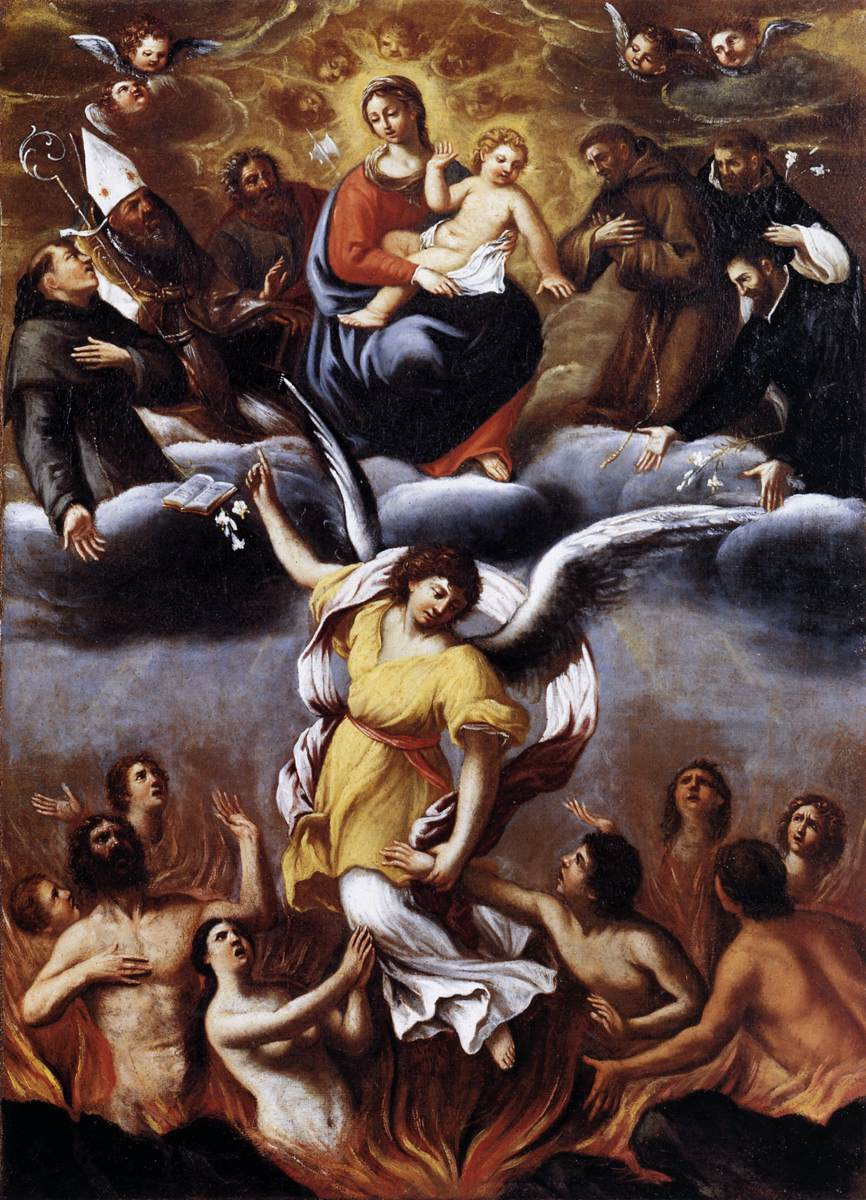
Зображення вогняного чистилища Людовико Карраччі

Конкретні приклади віри в очищення після смерті та спілкування живих з мертвими за допомогою молитви є у багатьох отців Церкви. Іріней (бл. 130–202) згадував про місце проживання, де душі померлих залишались до загального суду, процес, який був описаний як той, що «містить поняття ... чистилища». І Климент Олександрійський (близько 150–215), і його учень Оріген Олександрійський (близько 185–254) розвинули погляд на очищення після смерті; цей погляд спирався на уявлення про те, що вогонь є божественним знаряддям зі Старого Завіту, і розумів це в контексті новозавітних вчень, таких як хрещення вогнем, з Євангелій та очисний процес після смерті, від св. Павла. Аргументуючи проти сну душі, Оріген заявив, що душі обранців негайно потрапили до раю, якщо вони ще не очищені, і в цьому випадку вони перейшли у стан покарання — кримінального вогню, який слід задумати як місце очищення. І для Климента, і для Орігена вогонь не був ні матеріальною річчю, ні метафорою, а «духовним вогнем». Ранній латинський автор Тертуліан (бл. 160–225) також сформулював погляд на очищення після смерті. У розумінні Тертуліаном потойбічного світу душі мучеників безпосередньо увійшли у вічне благословення, тоді як решта увійшли в загальне царство мертвих. Там нечестиві переживали передчуття своїх вічних покарань, тоді як добро переживало різні стадії та місця блаженства, де «ідея свого роду чистилища ... цілком явно знайдена», ідея, яка є репрезентативною для погляду, широко розповсюдженого в античності. Пізніші приклади, в яких сформульовані подальші розробки, включають, зокрема, святого Кипріана (помер 258 р.), Св. Івана Златоуста (бл. 347–407) та св. Августина (354–430).
Діалоги Папи Григорія Великого, написані наприкінці VI століття, свідчать про розвиток у розумінні потойбічного світу, що є характерним для напрямку, в якому піде латинське християнство:
Що стосується певних менших вад, ми повинні вірити, що перед Остаточним судом є очищаючий вогонь. Той, хто є правдою, говорить, що той, хто виголошує блюзнірство проти Святого Духа, не буде помилуваний ні в цей, ні в майбутній вік. З цього речення ми розуміємо, що певні образи можна пробачити в цьому віці, а деякі інші — у майбутньому.

#### Спекуляції та уявлення про чистилище

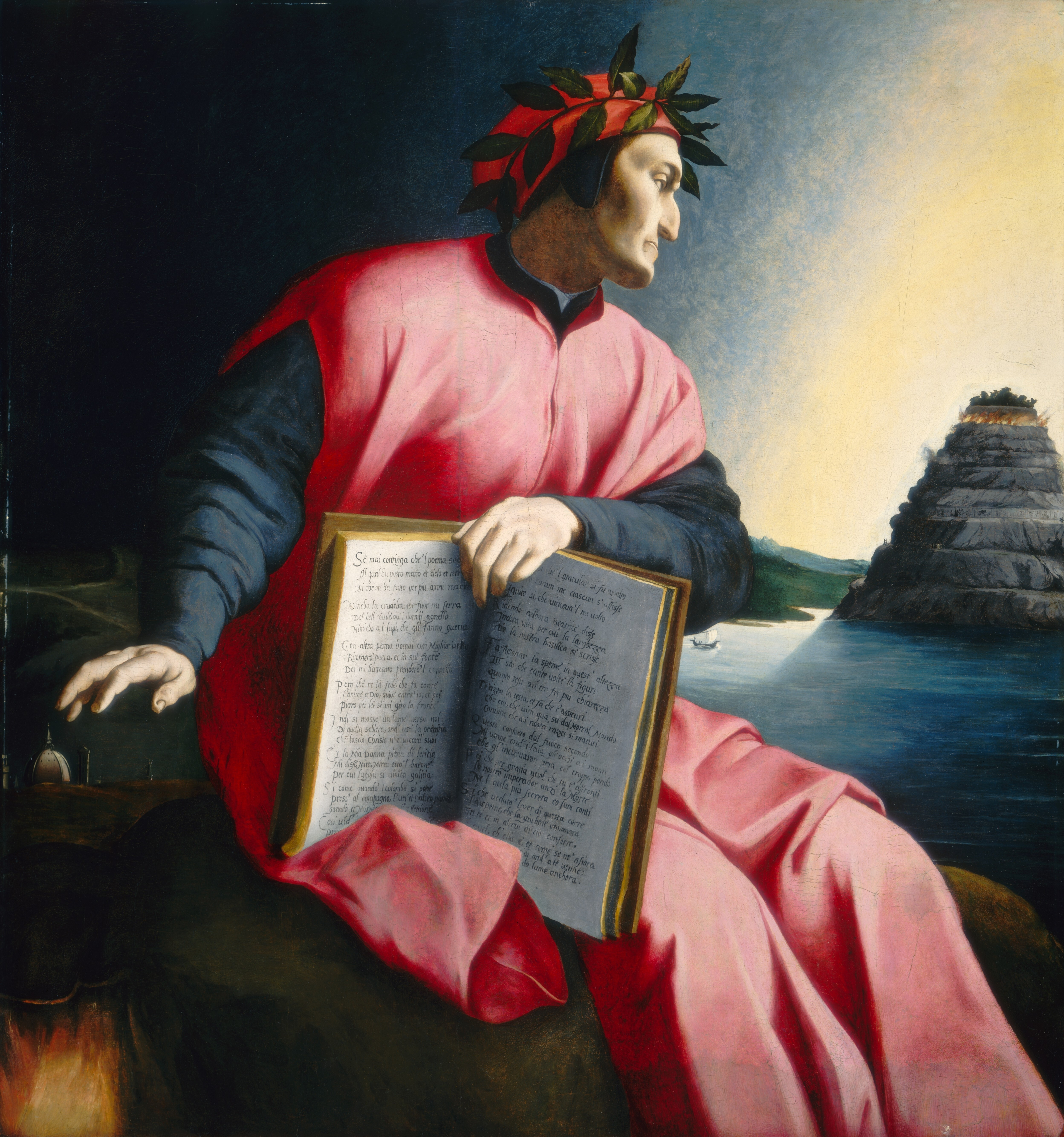
Данте дивиться на чистилище (показано у вигляді гори) на цій картині XVI століття.

Деякі католицькі святі та богослови інколи мали суперечливі уявлення про чистилище, крім прийнятих католицькою церквою, що відображають або сприяють загальнолюдському образу, що включає поняття очищення справжнім вогнем у визначеному місці та протягом певного періоду часу. Пол Дж. Гріффітс зазначає: «Недавня католицька думка про чистилище, як правило, зберігає основи основної доктрини, одночасно пропонуючи спекулятивні тлумачення цих елементів». Так Йозеф Ратцінгер писав: «Чистилище — це не, як думав Тертулліан, якийсь надсвітовий концтабір, де людину змушують карати більш-менш довільно. Швидше це внутрішньо необхідний процес трансформації, в якому людина стає здатним до Христа, здатним до Бога і, отже, здатним до єдності з усім спілкуванням святих».
У богословських студіях Джон Е. Тіль доводив, що «чистилище фактично зникло з католицької віри та практики з часу Ватикану II», оскільки воно базується на «конкурентній духовності, що тяжіє навколо релігійного покликання подвижників пізнього середньовіччя». «Народження чистилища призвело до есхатологічної тривоги мирян. [...] Подібно до подовження на все життя подвижника часового поля змагання з мучеником, віра в чистилище подовжила тимчасове поле змагання мирянина з подвижником».
Спекуляції та популярні уявлення, які, особливо у пізньосередньовічні часи, були поширені в Західній або Латинській церкві, не обов'язково знайшли визнання у східних католицьких церквах, яких 23 є в повному спілкуванні з Папою. Деякі явно відкидають уявлення про покарання вогнем у певному місці, які є помітними в популярній картині чистилища. Представники православної церкви на Флорентійському соборі аргументували ці ідеї, заявляючи, що вони дійсно вважають, що після смерті відбувається очищення душ врятованих і що їм допомагають молитви живих: відійти від цього життя у вірі та милосерді, але позначені деякими нечистотами, будь то непокаяні незначні чи великі, в яких покаялися, але ще не принесли плодів покаяння, ми віримо, що вони розумно очищаються від цих вад, але не шляхом очищення пожежа та певні покарання в якомусь місці». Визначення чистилища, прийняте на цьому соборі, виключало два поняття, з якими православні не погоджувались, і згадувало лише два моменти, які, за їхніми словами, також були частиною їхньої віри. Відповідно, угода, відома як Брестська унія, яка оформляла прийняття Української греко-католицької церкви до євхаритсійного спілкування Латинською церквою, зазначала: «Ми не будемо дискутувати про чистилище, але ми доручаємо себе навчанню Святої Церкви».

### Марія Магдалина з Вітанії

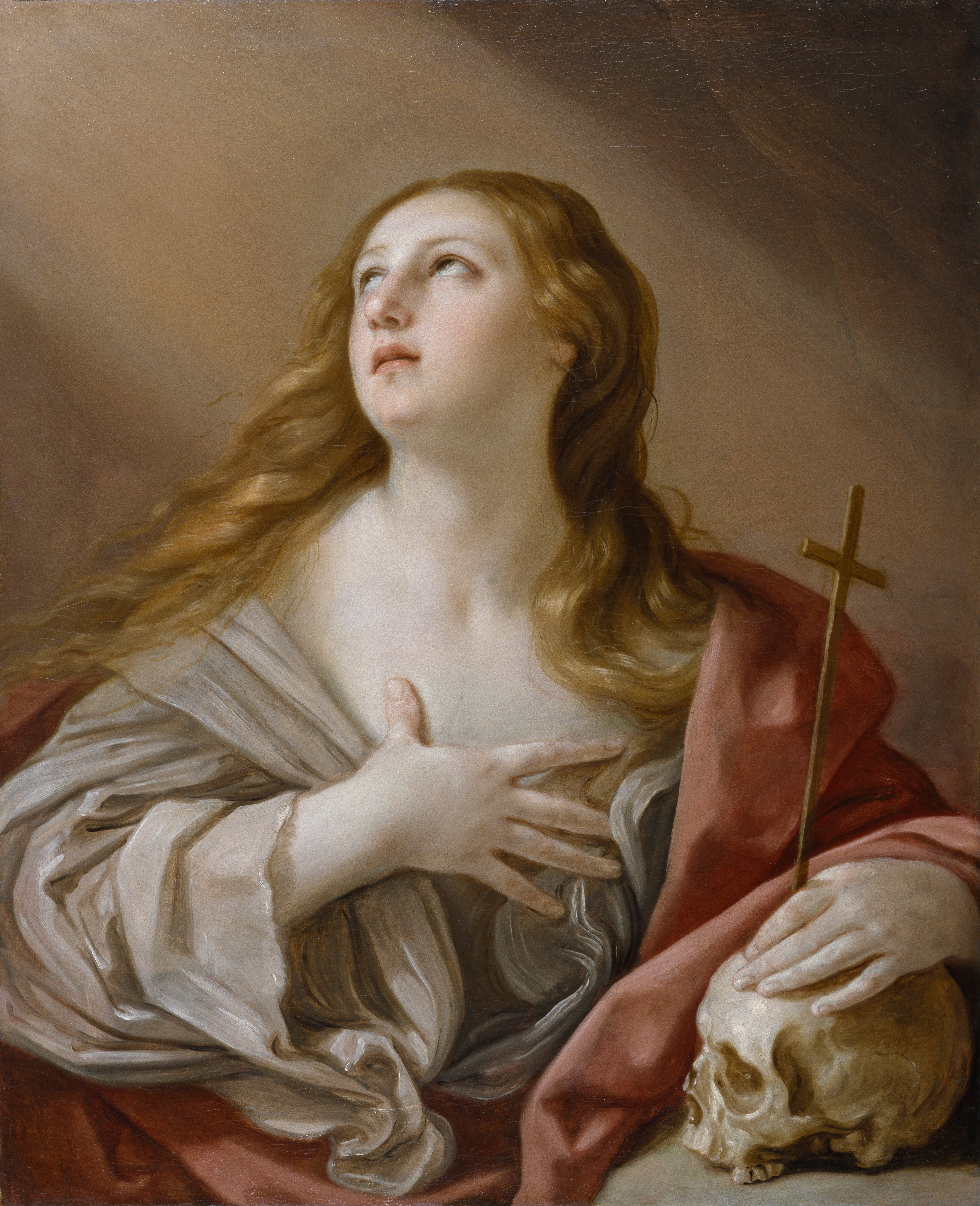
Покаяння Магдалини Гвідо Рені

У середньовічній західній традиції Марію з Вітанії, сестру Лазаря, ідентифікували як Марію Магдалину, можливо, багато в чому через проповідь, проведену Папою Григорієм Великим, в якій він навчав про декількох жінок у Новому Завіті, ніби вони були однією людиною . Це призвело до зближення Марії з Вітанії з Марією Магдалиною, а також з іншою жінкою (крім Марії з Вітанії, яка помазала Ісуса), жінкою, спійманою в перелюбі. Східне християнство ніколи не сприймало цю ідентифікацію. У своїй статті в Католицькій енциклопедії 1910 р. Хью Папа заявив: «Грецькі Отці в цілому розрізняють трьох осіб: „грішника“ від Луки 7: 36–50; сестру Марти та Лазаря, Луку 10:38–42 та Івана 11; та Марії Магдалини».
Французький учений Віктор Саксер датує ідентифікацію Марії Магдалини як повії та Марії з Вітанії до проповіді Папи Григорія Великого 21 вересня н.е. 591 р., Де він, здавалося, поєднував дії трьох жінок, згаданих у Новому Завіті а також ідентифікував неназвану жінку як Марію Магдалину. В іншій проповіді Григорій конкретно визначив Марію Магдалину як сестру Марти, згадану в Луці 10. Але згідно з думкою, висловленою нещодавно теологом Джейн Шаберг, Григорій лише остаточно позначив легенду, яка вже існувала до нього.
Ідентифікація Латинського християнства Марії Магдалини та Марії з Вітанії відображалася в упорядкуванні загальноримського календаря, поки це не було змінено в 1969 році, відображаючи той факт, що на той час загальноприйнятою інтерпретацією в Католицькій церкві було те, що Марія з Вітанії, Марія Магдалина та грішна жінка, яка помазала ноги Ісуса, була трьома різними жінками.

### Первородний гріх
Катехизис Католицької Церкви говорить:
Своїм гріхом Адам, як перша людина, втратив первісну святість і справедливість, які він отримав від Бога, не тільки для себе, але й для всіх людей.
Адам та Єва передали своїм нащадкам людську природу, поранену власним першим гріхом і позбавлену первісної святості та справедливості; це позбавлення називається «первородним гріхом».

Внаслідок первородного гріха людська природа ослаблена у своїх силах, піддається невігластву, стражданням та пануванню смерті, і схильна до гріха (ця схильність називається «зачаруванням»).

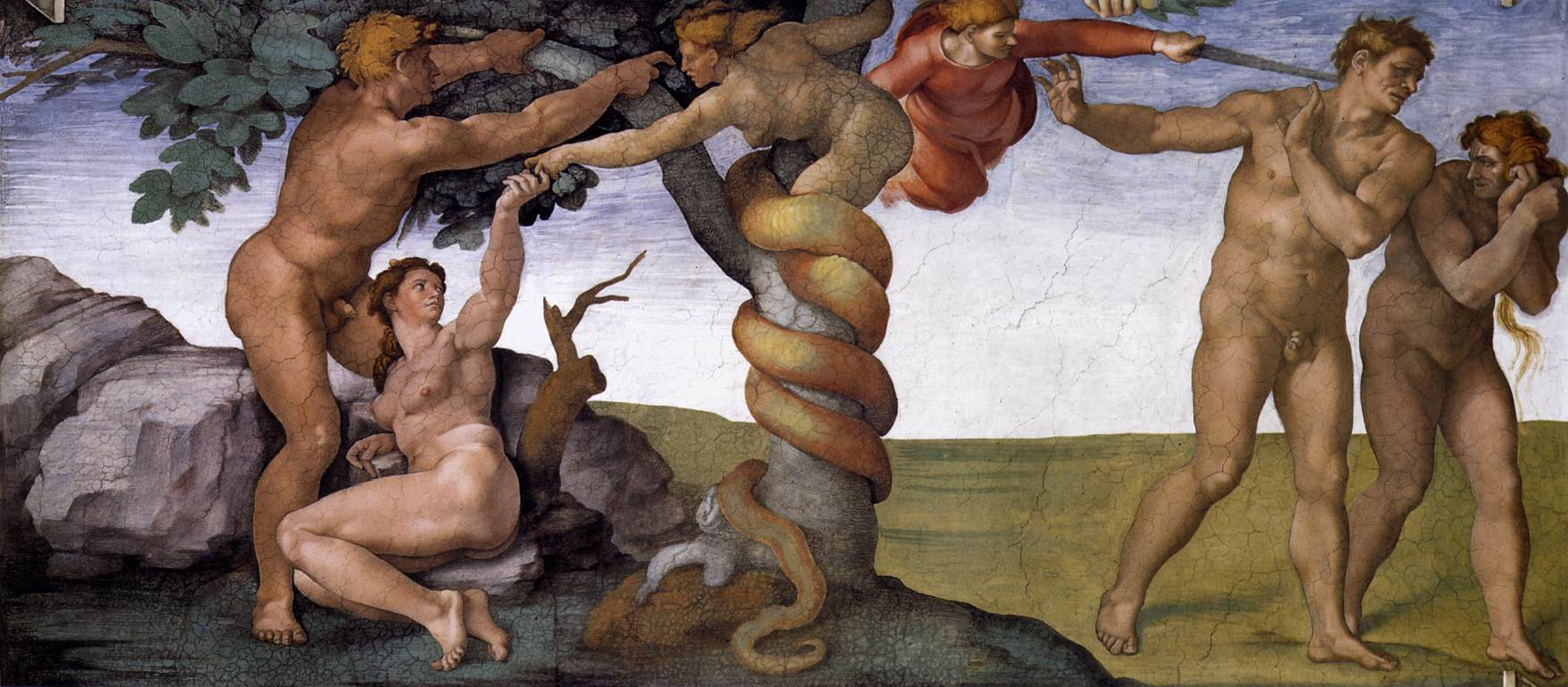
Картина Мікеланджело про гріх Адама та Єви зі стелі Сікстинської капели

Вперше на поняття первородного гріха натякнув святий Іріней, єпископ Ліонський, у своїй суперечці з певними дуалістичними гностиками. Інші отці церкви, такі як Августин, також формували і розвивали вчення, бачачи, що воно ґрунтується на вченні Нового Завіту апостола Павла (Римлянам 5: 12–21 і 1 Коринтянам 15: 21–22) та старозавітному вірші Псалма 51 : 5. Тертуліан, Кіпріан, Амвросій та Амброзіастр вважали, що людство бере участь у грісі Адама, переданому людським поколінням. Формулювання Августина про первородний гріх після 412 р. Н. Е. Було популярним серед протестантських реформаторів, таких як Мартін Лютер та Джон Кальвін, які ототожнювали первородний гріх із закляттям (або «болючим бажанням»), стверджуючи, що він зберігався навіть після хрещення і повністю знищив свободу робити добро. До 412 року Августин сказав, що вільна воля була послаблена, але не знищена первородним гріхом. Але після 412 року це змінилося на втрату волі, крім гріха. Сучасний августинський кальвінізм дотримується цієї пізнішої точки зору. Янсенський рух, який католицька церква оголосила єретичним, також стверджував, що первородний гріх руйнує свободу волі. Натомість Західно-католицька церква заявляє: «Хрещення, даруючи життя Христової благодаті, стирає первородний гріх і повертає людину назад до Бога, але наслідки для природи, ослаблені і схильні до зла, зберігаються в людині і закликають її до духовної битви». «Ослаблене і зменшене падінням Адама вільна воля ще не знищена в гонці».
Св. Ансельм каже: «Одне було гріх Адама, а зовсім інше — гріх дітей при їхньому народженні; перше стало причиною, друге — наслідком». У дитині первородний гріх відрізняється від провини Адама, це один із його наслідків. Наслідками гріха Адама, згідно з Католицькою енциклопедією, є:
1. Смерть і страждання: «Одна людина передала всьому людському роду не тільки смерть тіла, що є покаранням за гріх, але навіть сам гріх, що є смерть душі».
2. Сниження чи схильність до гріха. Хрещення стирає первородний гріх, але схильність до гріха залишається.
3. Відсутність освячуючої благодаті у новонародженої дитини також є наслідком першого гріха, бо Адам, отримавши святість і справедливість від Бога, втратив її не лише для себе, а й для нас. Хрещення дарує первісну освячувальну благодать, втрачену через гріх Адама, таким чином усуваючи первородний гріх та будь-який особистий гріх.[30]

Східні католики та східне християнство взагалі не мають такої ж теології гріхопадіння та первородного гріха, як латино-католики. Але з часів Ватикану II в католицькому мисленні відбувся розвиток. Деякі застерігають не сприймати Буття 3 занадто буквально. Вони беруть до уваги, що «Бог мав на увазі церкву до заснування світу» (як в Ефесянам 1: 4). як і в 2 Тимофію 1: 9: «... Його власне призначення і благодать, які були нам дані в Христі Ісусі до початку світу». А папа Бенедикт XVI у своїй книзі «На початку ...» назвав термін «первородний гріх» поняттям «оманливим і неточним». Бенедикт не вимагає буквального тлумачення Буття, ні походження, ні зла, але пише: «Як це було можливо, як це сталося? Це залишається незрозумілим ... Зло залишається таємничим. Це було представлено у чудових образах, як це робить глава 3 Буття, із видінням двох дерев, змії та грішної людини».

### Непорочне Зачаття

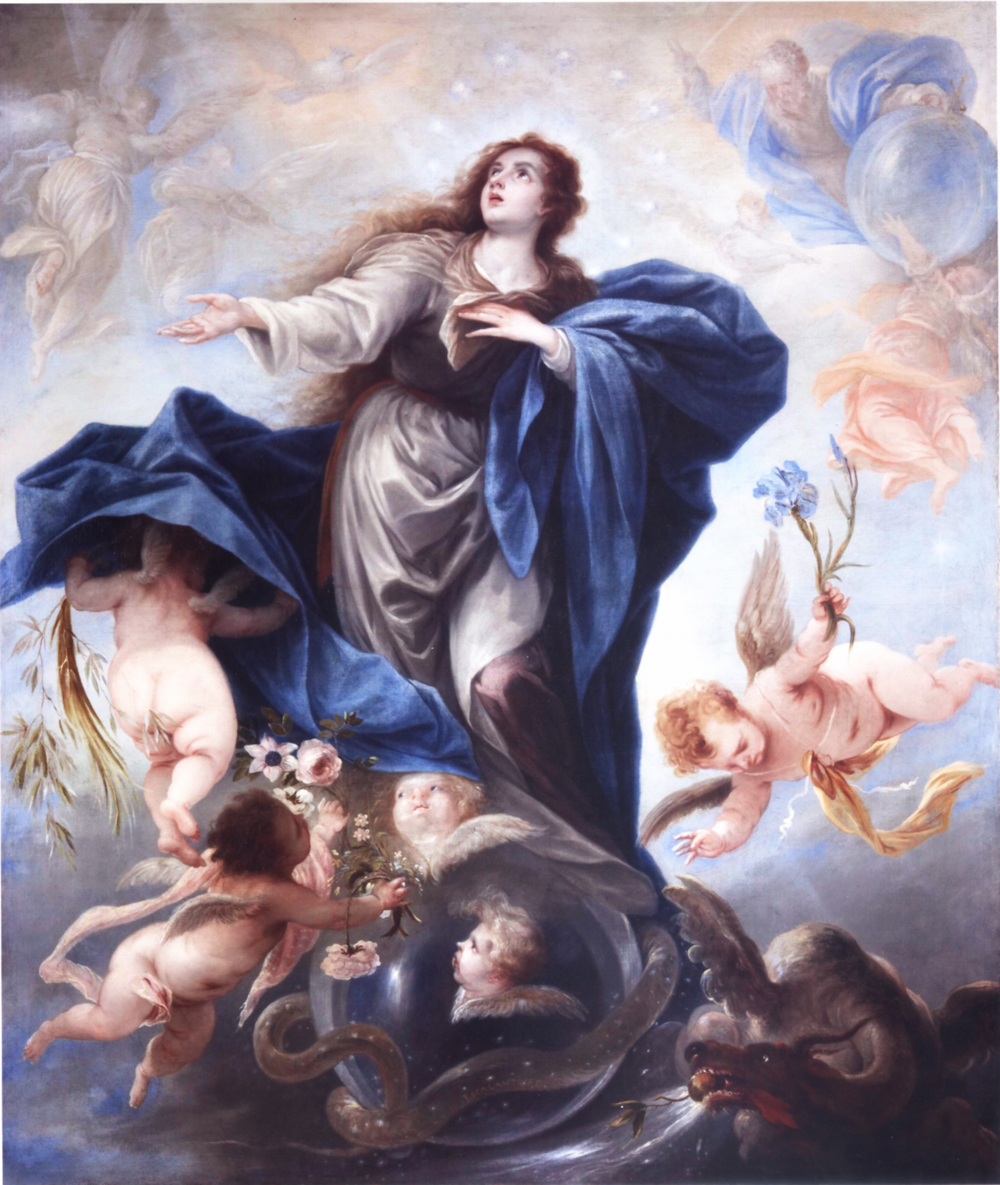
Непорочне зачаття Хуана Антоніо де Фріаса і Ескаланте

Непорочне Зачаття — це зачаття Пресвятої Діви Марії, вільної від первородного гріха в силу заслуг її сина Ісуса. Незважаючи на те, що вірування широко поширювалося з пізньої античності, доктрина була догматично визначена в католицькій церкві лише в 1854 році, коли Папа Пій IX оголосив її ex cathedra, тобто, використовуючи папську безпомилковість, у своїй папській буллі Ineffabilis Deus,
Слід визнати, що вчення, визначене Пієм IX, не було чітко зазначене до XII століття. Також погоджується, що «жодне пряме чи категоричне та суворе доказ догми не може бути висунуте з Писання". Але стверджується, що вчення неявно міститься у вченні батьків. Їх висловлювання на тему безгрішності Марії є, наголошується, настільки великими і настільки абсолютними, що їх потрібно сприймати як первісний гріх, так і фактичний. Таким чином, у перші п'ять століть до неї застосовуються такі епітети, як «у всіх відношеннях святий», «у всьому незабрудненому», «надневинний» та «особливо святий»; її порівнюють з Євою до падіння, як прародителькою викупленого народу; вона «земля до того, як її прокляли». Можна навести відомі слова св. Августина (помер 430 р.): «Що стосується матері Божої, — каже він, — я не дозволю жодного питання про гріх». Це правда, що він тут прямо говорить про фактичний чи особистий гріх. Але його аргумент полягає в тому, що всі люди грішні; що вони проходять через оригінальну розпусту; що цю первісну розбещеність можна подолати благодаттю Божою, і він додає, що не знає, але що Марія могла мати достатню благодать, щоб подолати гріх «усякого роду» (omni ex parte).
Бернар з Клерво в XII столітті підняв питання про Непорочне Зачаття. У деяких церквах Заходу вже почали відзначати свято Зачаття Пресвятої Богородиці. Св. Бернард звинувачує канони столичної церкви Ліона в організації такого фестивалю без дозволу Святого Престолу. Роблячи це, він використовує можливість повністю відкинути думку, що зачаття Марії було безгрішним, називаючи це «новизною". Однак деякі сумніваються, чи використовував він термін «зачаття» в тому самому значенні, в якому він використовується у визначенні Папи Пія IX. Здавалося б, Бернард говорив про зачаття в активному розумінні співпраці матері, оскільки в своїй аргументації він говорить: «Як може бути відсутність гріха там, де є зачаття (лібідо)?» і слідують сильніші вирази, які можна інтерпретувати, щоб вказати, що він говорив про матір, а не про дитину. Тим не менше, Бернард також засуджує тих, хто підтримує свято, за те, що він намагався «додати слави Марії», що доводить, що він справді говорив про Мері.
Богословські основи Непорочного Зачаття були предметом дискусій у Середні віки з опозицією таких діячів, як святий Фома Аквінський, домініканець. Однак підтримуючі аргументи францисканців Вільгельма Варезького та Пельбарта Ладислава Темешварського та загальні переконання католиків зробили доктрину більш прийнятною, так що Базельський собор підтримав її в XV столітті, але Трентський собор відхилив це питання. Папа Сікст IV, францисканець, намагався умиротворити ситуацію, заборонивши будь-якій стороні критикувати іншу, і розмістив свято Непорочного Зачаття в Римському календарі в 1477 році, але папа Пій V, домініканець, змінив його на свято Зачаття Марії. Климент XI зробив свято загальним у 1708 році, але все ще не називав його святом Непорочного Зачаття. Популярність і теологічна підтримка цієї концепції продовжували зростати, і до XVIII століття вона була широко зображена в мистецтві.

#### Дунс Скот

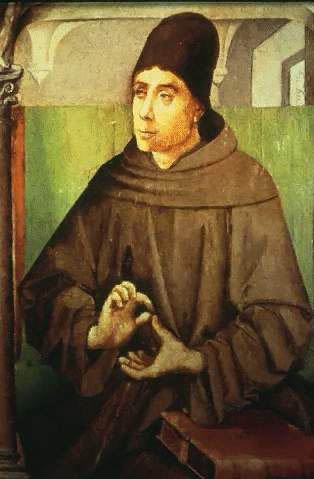
Іван Дунс Скот був одним із схоластичних філософів, який найбільше аргументував Непорочне Зачаття Діви Марії.

Блаженний Іван Дунс Скот († 1308), менший брат, такий як святий Бонавентура, стверджував, що з раціональної точки зору, безумовно, не менш принизливо для заслуг Христа, стверджуючи, що Марія була ним збережена від усяких неприємностей гріх, як сказати, що вона спочатку заразилася ним, а потім була доставлена. Запропонувавши вирішення теологічної проблеми узгодження доктрини з доктриною загального викуплення у Христі, він стверджував, що непорочне зачаття Марії не усунуло її від викупу Христом; скоріше це було результатом більш досконалого викуплення, наданого їй через її особливу роль в історії спасіння.
Аргументи Скотуса в поєднанні з кращим знанням мови ранніх Отців поступово переважали в школах Західної Церкви. У 1387 р. Паризький університет рішуче засудив протилежну думку.
Аргументи Скотуса залишались суперечливими, проте, особливо серед домініканців, які були достатньо готові відсвяткувати освячення Марії (звільнення від гріха), але, слідуючи аргументам домініканця Фоми Аквінського, продовжували наполягати на тому, що її освячення могло відбутися лише після неї зачаття.
Скот зазначив, що Непорочне Зачаття Марії сприяє викупленчій діяльності Ісуса.
Аргумент Скотуса міститься в декларації Папи Пія IX 1854 року про догму про Непорочне Зачаття, "в перший момент Свого зачаття Марія була збережена вільною від плям первородного гріха, з огляду на заслуги Ісуса Христа". Позиція Скота була схвалена як "правильне вираження віри апостолів".

##### Догматичне визначення
Повна визначена догма про Непорочне Зачаття говорить:
Ми заявляємо, проголошуємо та визначаємо те вчення, яке стверджує, що Пресвята Діва Марія, на першому етапі свого зачаття, завдяки особливій благодаті та привілею, наданому Всемогутнім Богом, з огляду на заслуги Ісуса Христа, Спасителя людський рід, який був захищений від усіх плям первородного гріха, є вченням, відкритим Богом, і тому йому слід твердо і постійно вірити усім вірним.
Declaramus, pronuntiamus et definimus doctrinam, quae tenet, beatissimam Virginem Mariam in primo instanti suae Conceptionis fuisse singulari omnipotentis Dei gratia et privilegio, intuitu meritorum Christi lesu Salvatoris humani generis, ab omni originalis culpae labe praeservatam immunem, esse a Deo revelatam, atque idcirco ab omnibus fidelibus firmiter constanterque credendam. Quapropter si qui secus ac a Nobis.
Папа Пій IX прямо підтвердив, що Марія була викуплена більш піднесеною формою. Він заявив, що Марії, замість того, щоб бути очищеною після гріха, було повністю заборонено заражатися первородним гріхом з огляду на передбачені заслуги Ісуса Христа, Спасителя людського роду. У Луці 1:47 Марія проголошує: "Дух мій зрадів Богові, моєму Спасителю". Це називається Христовим попереднім викупленням Марії. З часу Другого помаранчевого собору проти напівпелагіанізму католицька церква навчала, що навіть якби людина ніколи не грішила в Едемському саду і не була безгрішною, вона все одно вимагала б Божої благодаті, щоб залишатися безгрішною.
Визначення стосується лише первородного гріха, і воно не містить жодних заяв про віру Церкви в те, що Пресвята Богородиця була безгрішною у сенсі свободи від реального чи особистого гріха. Доктрина вчить, що після свого зачаття Марія, будучи завжди вільною від первородного гріха, отримала освячувальну благодать, яка зазвичай приходить із хрещенням після народження.
Східні католики та східне християнство загалом вважають, що Марія була безгрішною, але вони не мають такої ж теології гріхопадіння та первородного гріха, як латинські католики.

### Успіння Марії

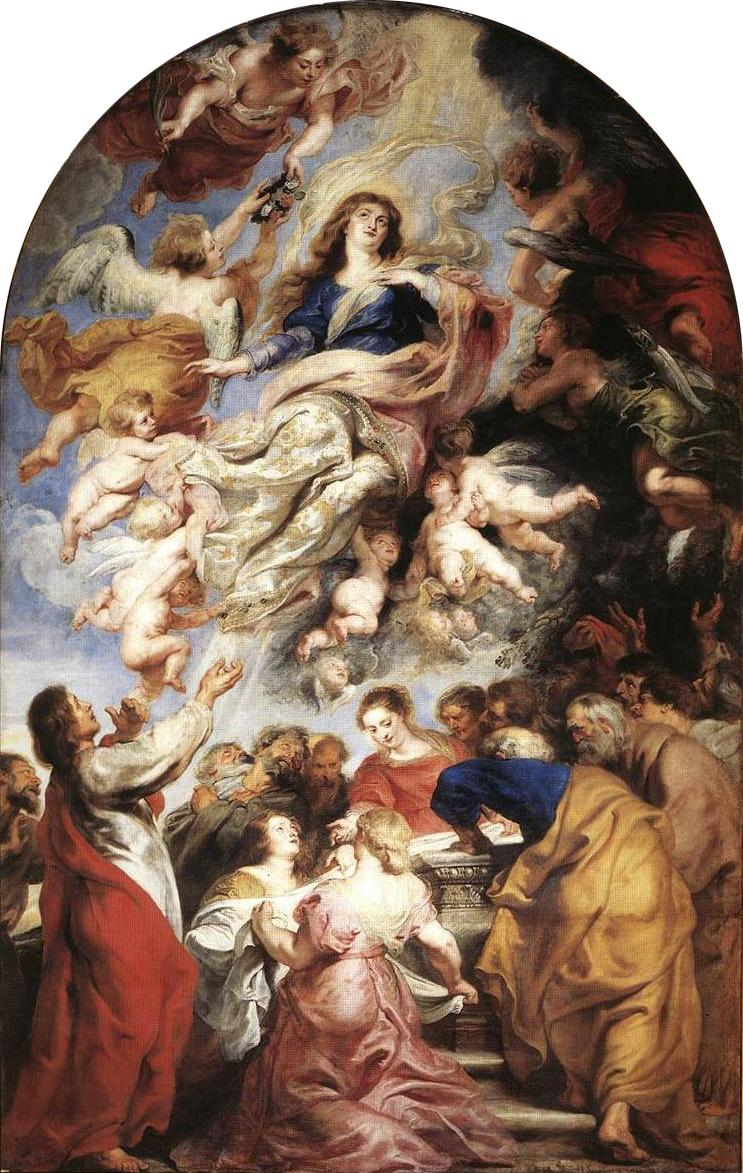
Успіння Марії, Пітер Пауль Рубенс, близько 1626

Успіння Марії на небо (часто скорочується до Успіння) — це тілесне взяття Діви Марії на небо в кінці її земного життя.

1 листопада 1950 р. В Апостольській конституції «Мунівісіссім Деус» Папа Пій XII проголосив Успіння Марії догмою:
Владою нашого Господа Ісуса Христа, Блаженних Апостолів Петра і Павла і власною владою ми проголошуємо, проголошуємо і визначаємо це як божественно відкриту догму: що Пречиста Мати Божа, вічна Діва Марія, закінчивши шлях свого земного життя, була прийнята тілом і душею до небесної слави.

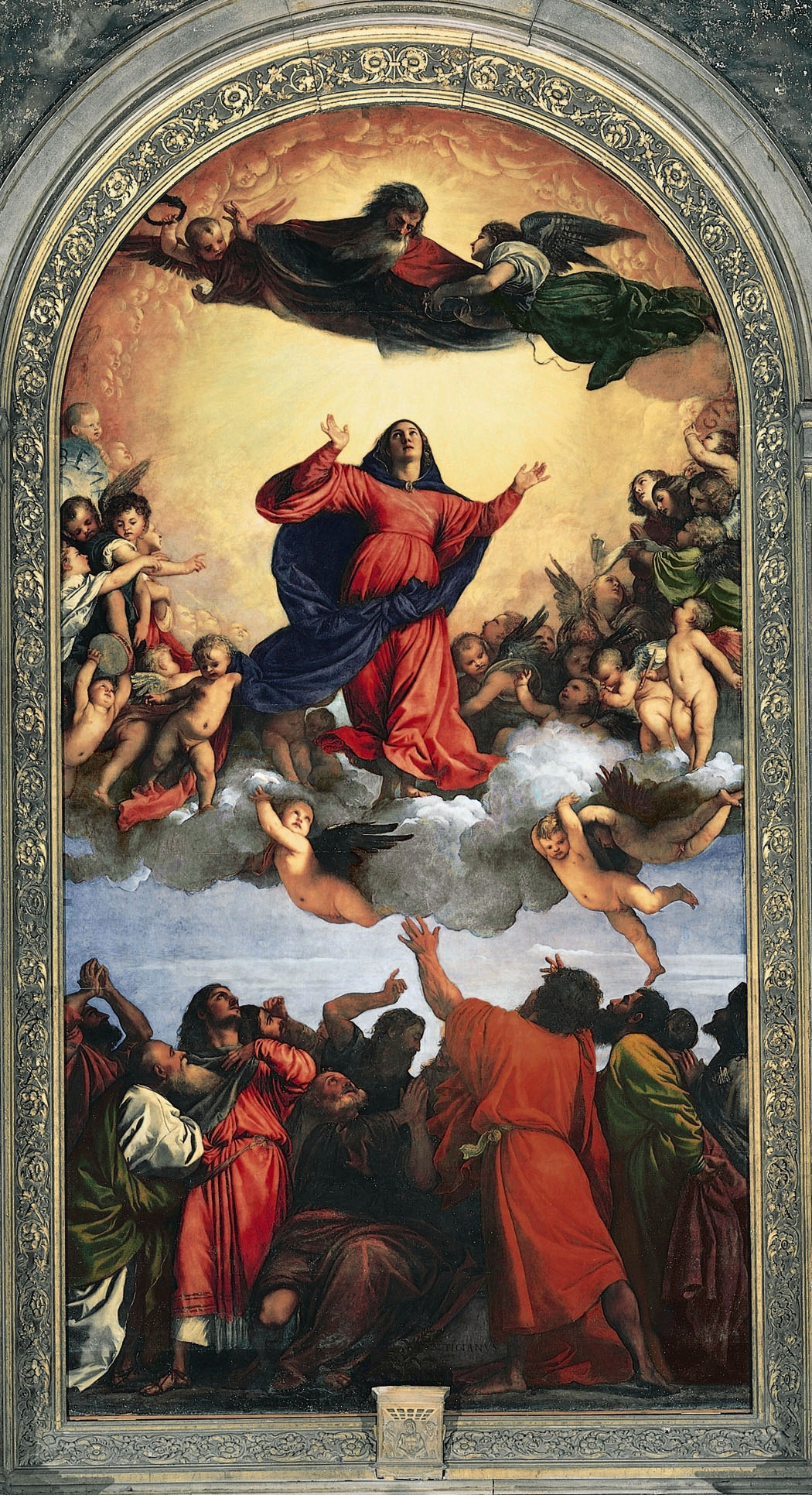
Успіння Тиціана (1516–1518)

У догматичному висловлюванні Пія XII фраза «закінчивши земне життя» залишає відкритим питання про те, померла Діва Марія до її припущення чи ні. Кажуть, що припущення Марії було божественним даром для неї як «Матері Божої». Погляд Людвіга Отта полягає в тому, що, коли Мері закінчила своє життя яскравим прикладом людської раси, перспектива дару припущення пропонується всій людській расі.
Людвіг Отт пише у своїй книзі «Основи католицької догми», що «факт її смерті майже загальновизнаний Отцями і Богословами і чітко підтверджується в Літургії Церкви», до якої він додає ряд корисних цитат. Він робить висновок: «для Марії смерть, як наслідок її свободи від первородного гріха та особистого гріха, не була наслідком покарання за гріх. Однак, здається доречним, що тіло Марії, яке за своєю природою було смертним, повинно бути в відповідність закону її Божественного Сина, що підпорядковується загальному закону смерті».
Точка її тілесної смерті не визначена безпомилково жодним папою. Багато католиків вважають, що вона зовсім не померла, а була прийнята безпосередньо на Небо. Догматичне визначення в Апостольській конституції «Munificentissimus Deus», яке, згідно з католицькою догмою, безпомилково проголошує вчення про Успіння, залишає відкритим питання про те, чи зазнала Марія у зв'язку з її від'їздом тілесну смерть. Це не догматично визначає суть тієї чи іншої точки зору, як це показують слова «закінчивши земне життя».
До догматичного визначення в Deiparae Virginis Mariae Папа Пій XII шукав думки католицьких єпископів. Велика кількість з них вказали на Книгу Буття (3:15) як на підтримку догми з Писань. У книзі «Мудефіссімус Деус» (пункт 39) Пій XII говорив про «боротьбу з пекельним ворогом», як у Бутті 3:15, і про «повну перемогу над гріхом і смертю», як у «Листах Павла», як основу для догматичного визначення , Марія прийнята на небо, як в 1 Коринтянам 15:54: "тоді збудеться написане слово: Смерть поглинута перемогою".

#### Проблематика Успіння

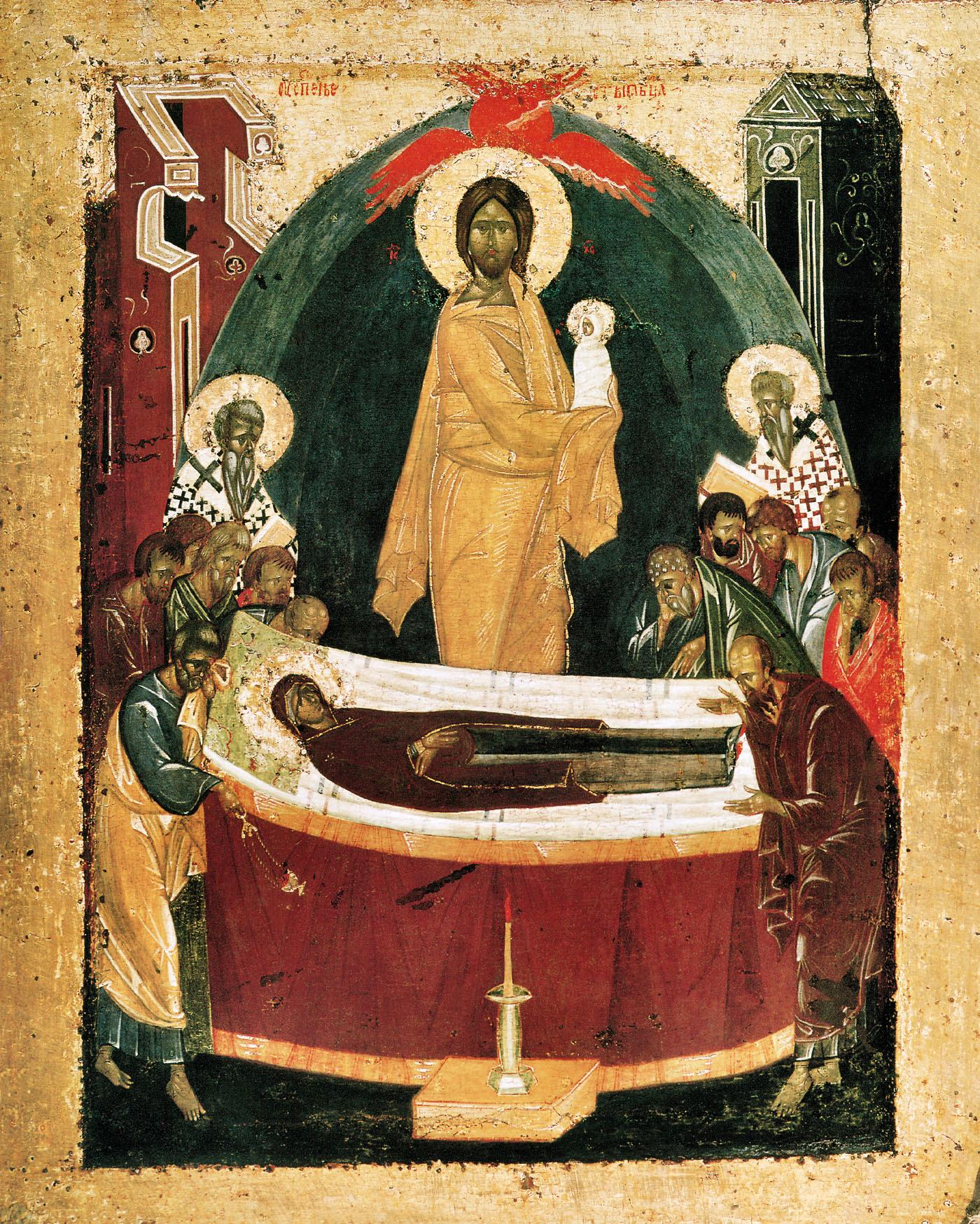
Ікона Успіння Теофана Грека, 1392 рік

Західне свято Успіння відзначається 15 серпня, а східні православні та греко-католики святкують Успіння Богородиці (або Успіння Богородиці, засинання Божої Матері) тієї ж дати, якій передує 14-денний пісний період. Східні християни вірять, що Марія померла природною смертю, що її душу прийняв Христос після смерті і що її тіло воскресло на третій день після смерті і що вона була піднята на небо тілесно в очікуванні загального воскресіння. Третього дня її могилу знайшли порожньою.
Православна традиція є чіткою і непохитною щодо центральної точки [Успіння]: Пресвята Богородиця зазнала, як і її Син, фізичної смерті, але її тіло, як і Його, згодом було воскрешено з мертвих і вона піднята на небо, як у її тілі, так і в душі. Вона вийшла за межі смерті та осуду і живе цілком у віці, що прийде. Воскресіння Тіла ... в її випадку було передбаченим і вже здійсненим фактом. Однак це не означає, що вона відокремилася від решти людства і потрапила у зовсім іншу категорію: адже ми всі сподіваємося одного дня поділитися тією самою славою Воскресіння Тіла, якою вона користується навіть зараз.
Багато католиків також вважають, що Марія вперше померла перед тим, як її прийняли, але вони вірять, що вона дивом воскресла перед тим, як її прийняли. Інші вважають, що її тілесно прийняли на Небо, не померши попередньо. Будь-яке порозуміння може бути законно дотримане католиками, причому східні католики спостерігають за Святом як за Успенством.
Багато богословів для порівняння зазначають, що в Католицькій Церкві Успіння є догматично визначеним, тоді як у східно-православній традиції Успення є менш догматичним, ніж літургійно-містично визначеним. Такі відмінності походять від більш широкого зразка в двох традиціях, де католицькі вчення часто визначаються догматично та авторитетно — частково через більш централізовану структуру католицької церкви — тоді як у східному православ'ї багато доктрин менш авторитетні.

### Стародавні дні

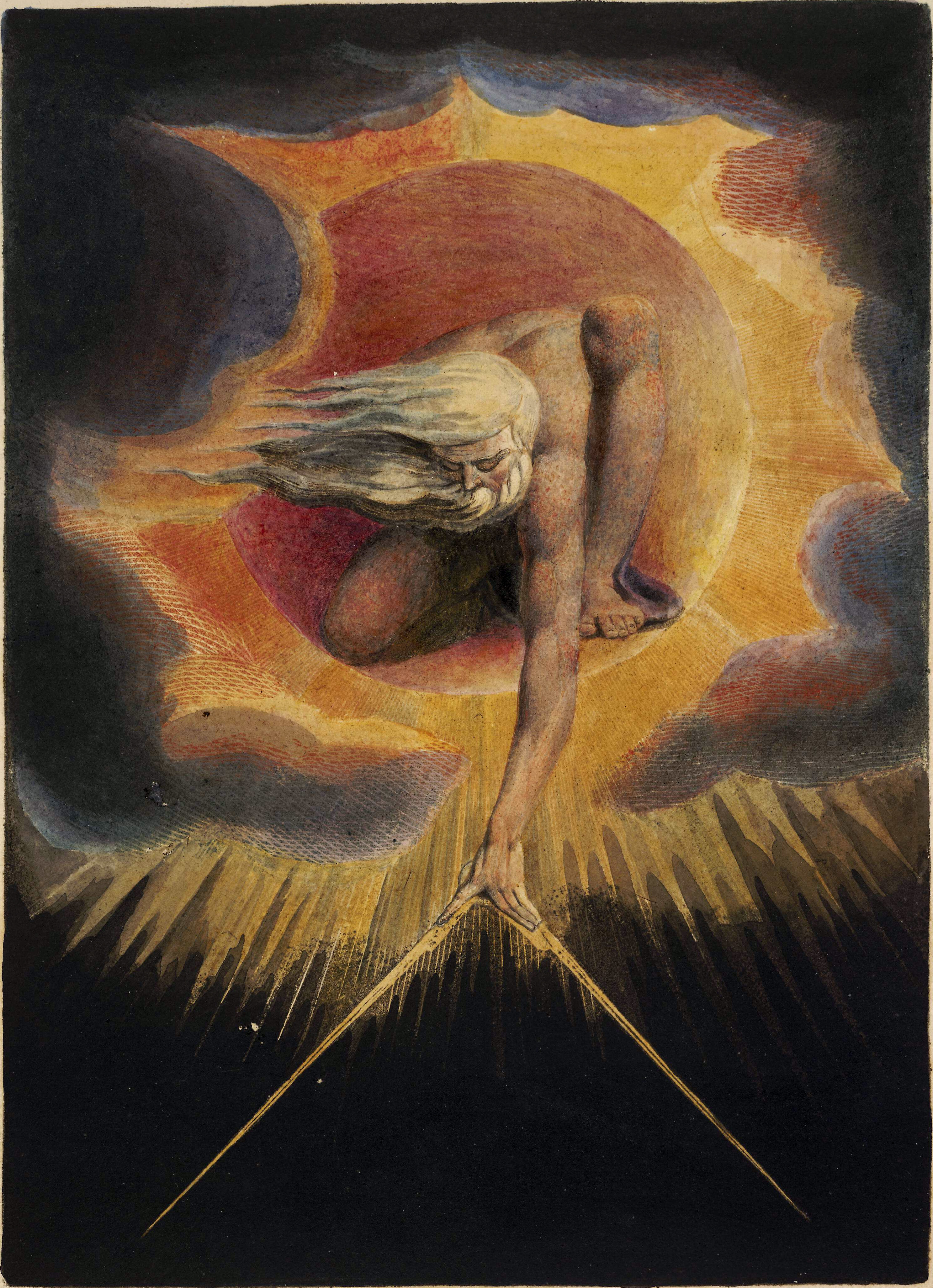
Стародавні дні, акварельний офорт 1794 року Вільяма Блейка

Давні дні — це ім’я для Бога, яке з’являється в Книзі Даниїла.
У ранній венеціанській школі «Коронація Богородиці» Джованні д’Алемання та Антоніо Віваріні (близько 1443), Бог Отець показаний у поданні, яке послідовно використовували інші художники, а саме як патріарх, з доброякісним, але потужним обличчям і з довгим білим волоссям і бородою, зображення, значною мірою похідне та виправдане описом Стародавнього часу у Старому Завіті, найближчим підходом до фізичного опису Бога у Старому Завіті:
... сидів Стародавній днів, одяг якого був білим, як сніг, а волосся на голові, як чиста шерсть: трон його був як полум'я полум'я, а колеса — як палаючий вогонь. (Даниїл 7:9) 
Святий Тома Аквінський нагадує, що деякі висувають заперечення проти того, що Стародавні дні відповідають особі Батька, не обов'язково погоджуючись із цим твердженням сам.

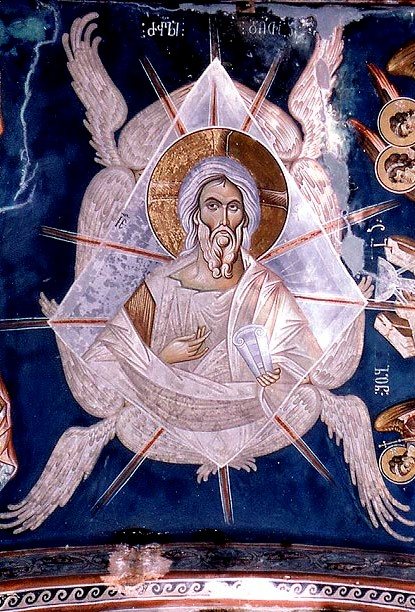
Древні дні, фреска XIV століття з міста Убісі, Грузія.

До ХІІ століття зображення французької фігури Бога-Отця, по суті засновані на «Древніх днях» у Книзі Даниїла, почали з’являтися у французьких рукописах та у вітражах церковних вікон в Англії. У XIV столітті в ілюстрованій Неапольській Біблії був зображений Бог Батько в Палаючому кущі. До XV століття до Книги годин Рохана входили зображення Бога-Отця в людській формі або антропоморфні образи, а до часів Відродження художні подання Бога-Отця вільно використовувались у Західній Церкві.
Художні зображення Бога-Отця в подальшому були суперечливими в католицькому мистецтві, але менш поширені зображення Трійці були засуджені. У 1745 р. Папа Римський Бенедикт XIV явно підтримав зображення Престолу Милосердя, посилаючись на "Стародавні дні", але в 1786 р. Папі Пію VI все ще було потрібно видати папську буллу, що засуджує рішення італійської церковної ради видалити всі зображення Трійці від церков.
Зображення залишається рідкісним і часто суперечливим у східно-православному мистецтві. У гімнах та іконах Східної православної церкви Стародавні дні найбільш правильно ототожнюються з Богом Сином або Ісусом, а не з Богом Батьком. Більшість отців східних церков, які коментують уривок Даниїла (7: 9–10, 13–14), інтерпретували літню фігуру як пророче одкровення сина до його фізичного втілення. Таким чином, східнохристиянське мистецтво іноді зображатиме Ісуса Христа як старого чоловіка, Стародавнього з днів, щоб символічно показати, що він існував з вічних часів, а іноді — юнаком чи розумною дитиною, щоб зобразити його таким, яким він був втіленим. Ця іконографія виникла в 6 столітті, в основному в Східній імперії, із зображеннями літніх людей, хоча, як правило, неправильно або конкретно ідентифікована як "Стародавня доба". Перші зображення Древньої доби, названі так з написом, були розроблені іконописами в різних рукописах, найраніші з яких датовані 11 століттям. Зображення в цих рукописах включали напис "Ісус Христос, древній день", що підтверджує, що це був спосіб ідентифікувати Христа як довічного з Богом Батьком. Дійсно, пізніше Російська православна церква заявила на Великому Московському Синоді в 1667 р., що Древній був Сином, а не Батьком.

## Латинський літургійний календар

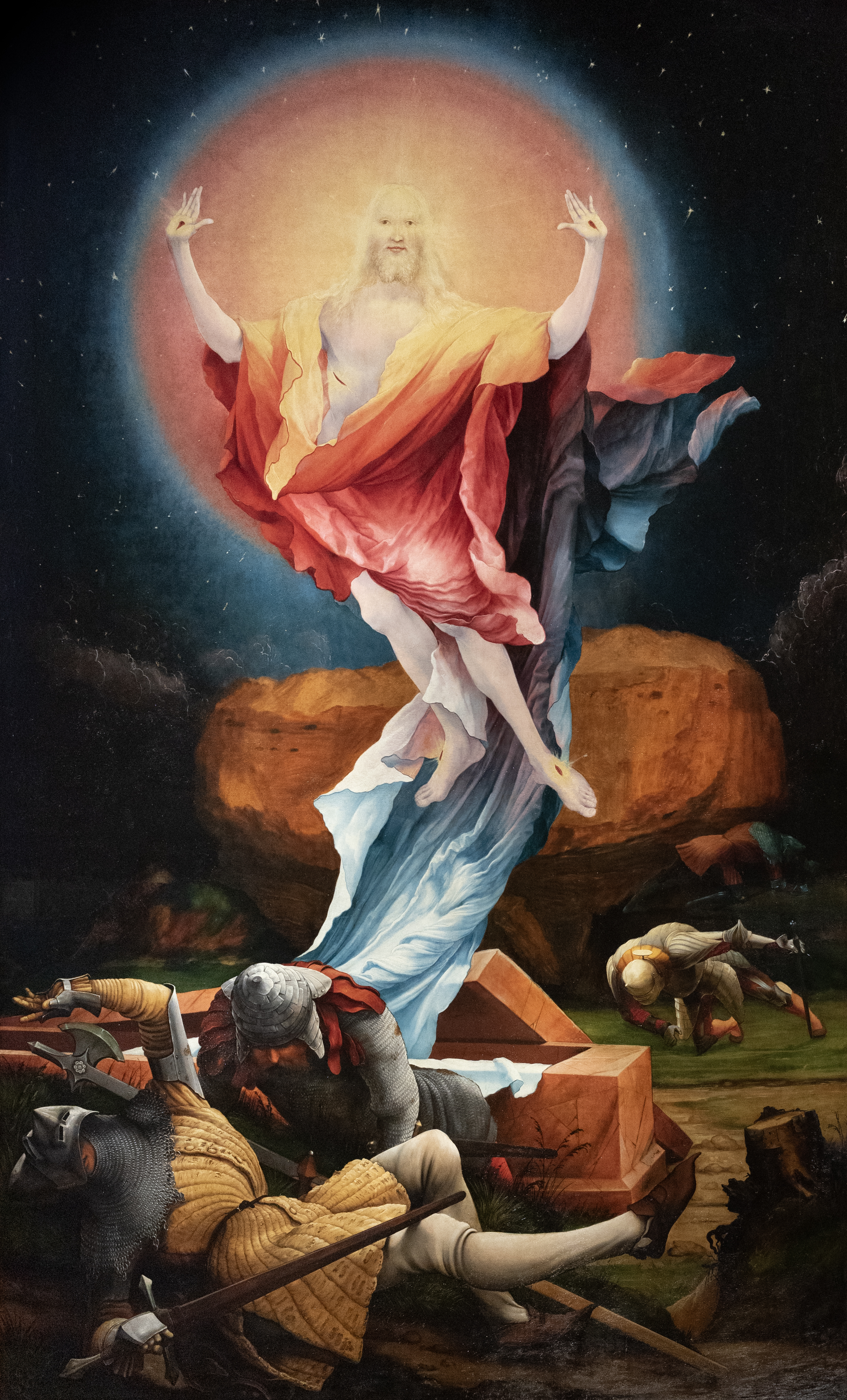
Воскресіння, Матіас Грюневальд. Страсний тиждень — це опорна точка літургійного року в Латинській церкві

Латинський літургійний календар описує й визначає ритм життя Латинської церкви. Це також сукупність різних подій, що згадуються Церквою протягом року. Основні свята:
- Пасхальне тридення — спогад про муки і воскресіння Ісуса, охоплюють Великий Четвер, Страсну п'ятницю, Велику Суботу та Великдень. Останній день за змістом літургії є інтегральною частиною тридення, але в поточному розумінні є окремим святом, а тридення включає: Великі Четвер, П'ятницю і Суботу.
- Великдень — урочистості Воскресіння Господнього, припадає на першу неділю після першого весняної повні, що може випасти не раніше 22 березня, але не пізніше 25 квітня
- Вознесіння Господнє — 40 днів після Великодня
- Зіслання Святого Духа — 50 днів після Великодня
- День Святої Трійці — неділя після Зіслання Святого Духа
- Свято тіла і крові Ісуса — четвер після Святої Трійці, 60 днів після Великодня.
- Свв. апостолів Петра і Павла — 29 червня
- Успіння (Взяття на Небо) Пресвятої Діви Марії — 15 серпня
- Усіх святих — на честь усіх святих і мучеників; 1 листопада
- Непорочне Зачаття Діви Марії — 8 грудня.
- Різдво — урочистості народження Ісуса; 25 грудня
- Торжество Пресвятої Богородиці — 1 січня
- Богоявлення — прихід волхвів; 6 січня
- Стрітення Господнє — 2 лютого
- Св. Йосипа Обручника — 19 березня

Окрім перелічених вище, існують свята на честь Богородиці, святих і мучеників. Деякі спільноти мало відзначають свята і урочистості.

## Демографія

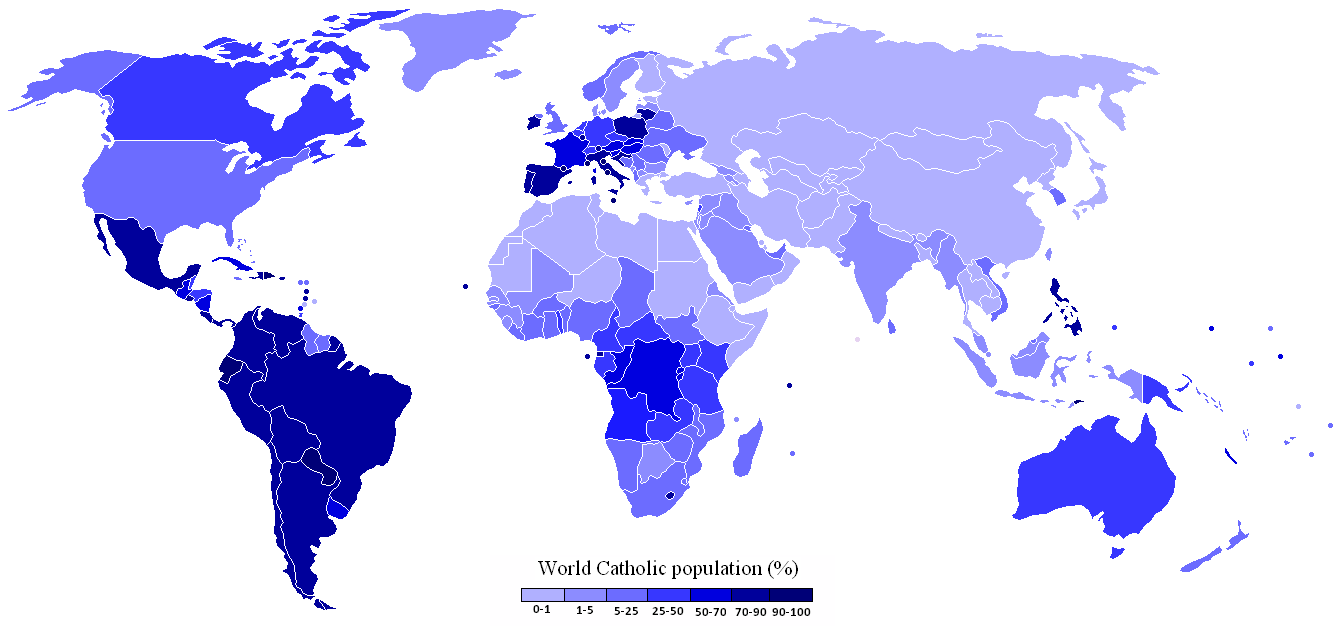
Поширення католицизму у світі

Латинський католицизм поширився у світі завдяки активним місіонерським зусиллям з 16 століття внаслідок руху контрреформації — і є нині найчисельнішою християнською деномінацією.
Загальне число вірних (як мирян так і кліру) 2007 року оцінювалося як 1147 мільйонів. У 1950 році у світі налічувалося 437 млн католиків а в 1970 — 654 млн. На 31 грудня 2008 року членство церкви становило 1666 млн [джерело?], зростання в порівнянні з 2000 роком склало 11,54 %, що дещо перевищує загальне зростання населення світу (10,77 ). В Африці зростання склало 33,02 %, в Європі 1,17 %, в Азії та Океанії 15,91 %, 10,93 % в Америці. Як наслідок католики становлять 17,77 % населення Африки, 63,10 % населення Америки, 3,05 % — Азії, 39,97 % — Європи, 26,21 Океанії і 17,40 % світового населення. З 2000 по 2008 відсоток католиків, які мешкали в Африці зріс з 12,44 % до 14,84 %, а в Європі зменшився від 26,81 до 24,31 %.
На кінець 2007 року в Католицькій церкві налічувалося 408 024 священиків, на 762 більше, ніж на початок року. Основними регіонами росту були Азія та Африка, 21,1 % та 27,6 %, відповідно. У Північній та Південній Америці кількість кліру залишилася приблизно сталою, а в Європі та Океанії це число зменшується.

## Соціальні та культурні проблеми

### Випадки сексуального насильства
З 1990-х років проблема сексуального зловживання неповнолітніми католицьким духовенством та іншими членами церкви стала предметом цивільного судочинства, кримінального переслідування, висвітлення у ЗМІ та публічних дебатів у країнах світу. Католицька церква зазнала критики за розгляд скарг щодо жорстокого поводження, коли стало відомо, що деякі єпископи захищали звинувачених священиків, перекладаючи їх на інші пастирські завдання, де деякі продовжували вчиняти сексуальні злочини.
У відповідь на скандал були встановлені офіційні процедури, які допомагають запобігати зловживанням, заохочувати повідомлення про будь-які зловживання та негайно обробляти такі повідомлення, хоча групи, що були жертви, заперечували їх ефективність. У 2014 році Папа Франциск заснував Папську комісію з питань захисту неповнолітніх.

## Галерея

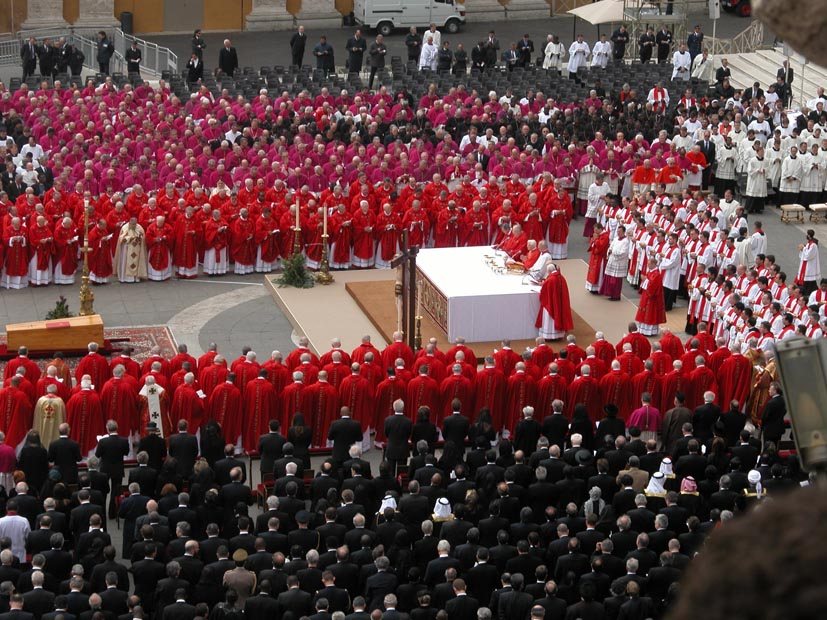
Церемонія похорону папи Івана Павла II
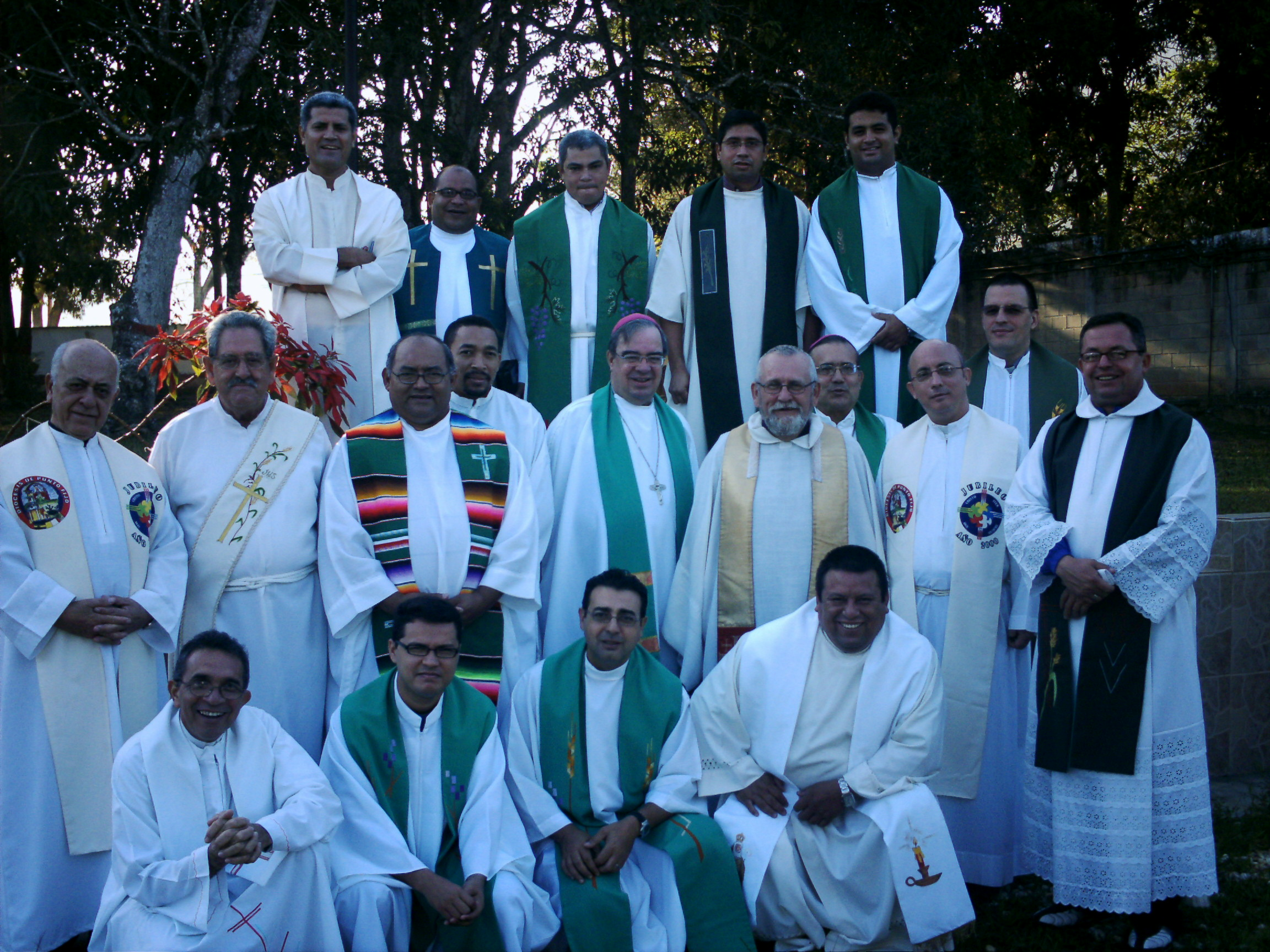
Латинський католицький клір єпархії Пунто Фіхо, Венесуела
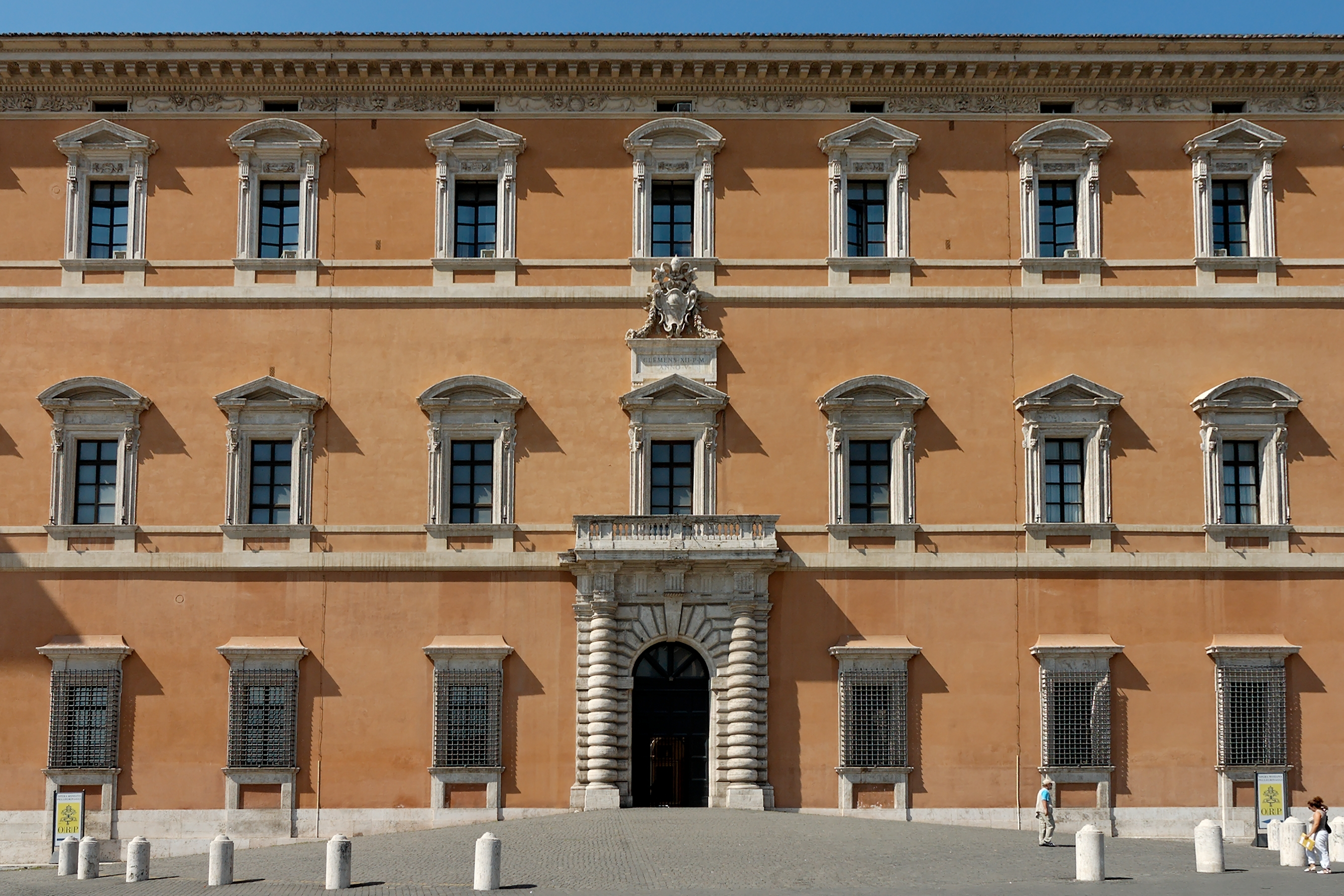
Латеранський палац — резиденція Папи
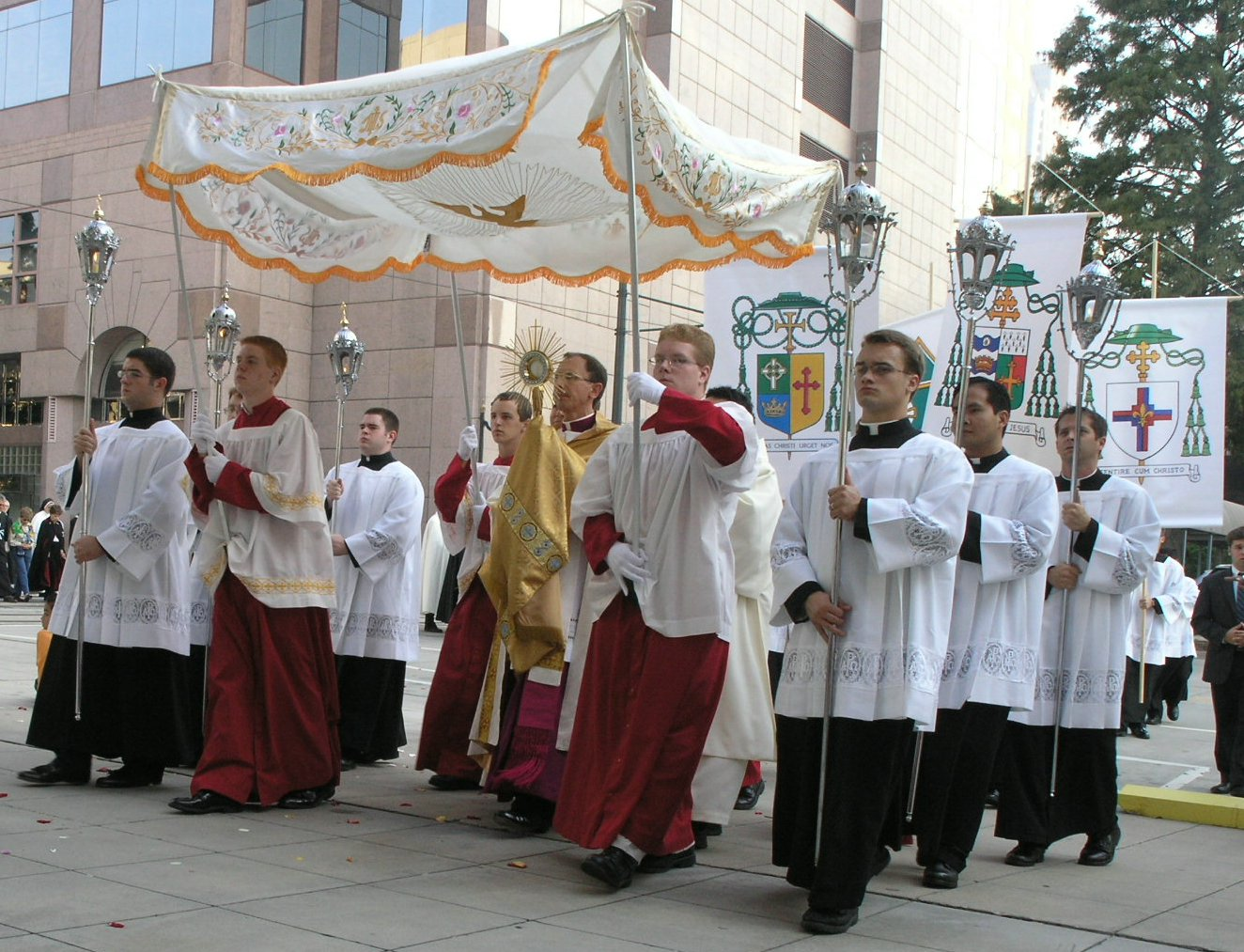
Процесія Освячених Дарів в США
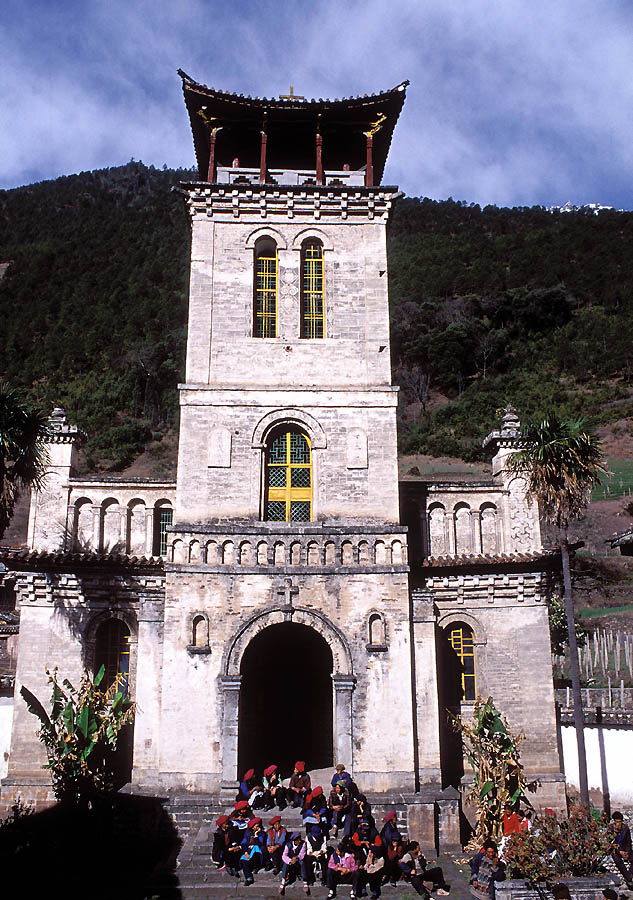
Латинська католицька церква в с. Чіжонґ, пров. Юнань, Півд. Китай
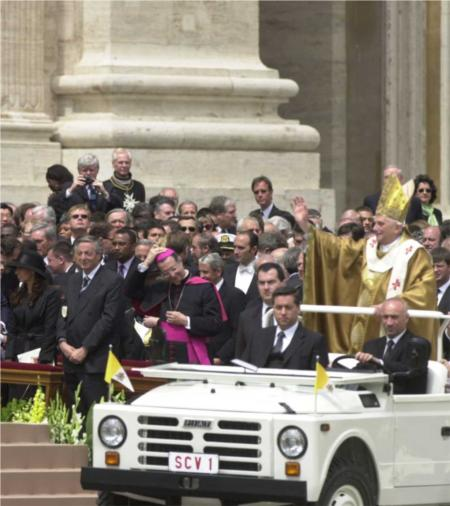
Бенедикт XVI в папамобілі
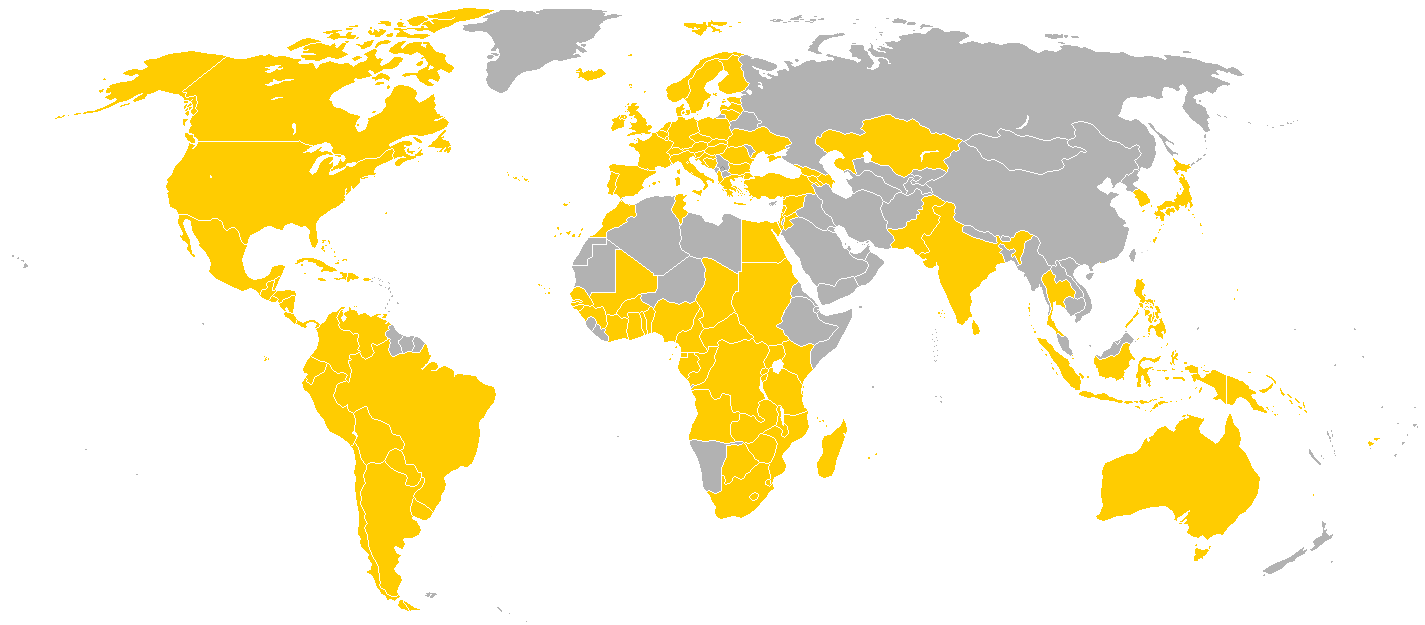
Закордонні візити папи Івана Павла ІІ